# Lista di numeri primi
Esistono infiniti numeri primi che possono essere individuati con diverse formule. Il più grande individuato sinora, che contiene 24 862 048 cifre, è esprimibile come:
{\displaystyle M_{82\,589\,933}=2^{82\,589\,933}-1}
Di seguito sono riportati tutti i numeri primi fino a un massimo di 5 cifre (pertanto minori di 100 000). Sono in tutto 9 592.

## La lista dei numeri primi

### A una cifra
- 2
- 3
- 5
- 7

### A due cifre
- 11
- 13
- 17
- 19
- 23
- 29
- 31
- 37
- 41
- 43
- 47
- 53
- 59
- 61
- 67
- 71
- 73
- 79
- 83
- 89
- 97

### A tre cifre
- 101
- 103
- 107
- 109
- 113
- 127
- 131
- 137
- 139
- 149
- 151
- 157
- 163
- 167
- 173
- 179
- 181
- 191
- 193
- 197
- 199
- 211
- 223
- 227
- 229
- 233
- 239
- 241
- 251
- 257
- 263
- 269
- 271
- 277
- 281
- 283
- 293
- 307
- 311
- 313
- 317
- 331
- 337
- 347
- 349
- 353
- 359
- 367
- 373
- 379
- 383
- 389
- 397
- 401
- 409
- 419
- 421
- 431
- 433
- 439
- 443
- 449
- 457
- 461
- 463
- 467
- 479
- 487
- 491
- 499
- 503
- 509
- 521
- 523
- 541
- 547
- 557
- 563
- 569
- 571
- 577
- 587
- 593
- 599
- 601
- 607
- 613
- 617
- 619
- 631
- 641
- 643
- 647
- 653
- 659
- 661
- 673
- 677
- 683
- 691
- 701
- 709
- 719
- 727
- 733
- 739
- 743
- 751
- 757
- 761
- 769
- 773
- 787
- 797
- 809
- 811
- 821
- 823
- 827
- 829
- 839
- 853
- 857
- 859
- 863
- 877
- 881
- 883
- 887
- 907
- 911
- 919
- 929
- 937
- 941
- 947
- 953
- 967
- 971
- 977
- 983
- 991
- 997

### A quattro cifre
- 1009
- 1013
- 1019
- 1021
- 1031
- 1033
- 1039
- 1049
- 1051
- 1061
- 1063
- 1069
- 1087
- 1091
- 1093
- 1097
- 1103
- 1109
- 1117
- 1123
- 1129
- 1151
- 1153
- 1163
- 1171
- 1181
- 1187
- 1193
- 1201
- 1213
- 1217
- 1223
- 1229
- 1231
- 1237
- 1249
- 1259
- 1277
- 1279
- 1283
- 1289
- 1291
- 1297
- 1301
- 1303
- 1307
- 1319
- 1321
- 1327
- 1361
- 1367
- 1373
- 1381
- 1399
- 1409
- 1423
- 1427
- 1429
- 1433
- 1439
- 1447
- 1451
- 1453
- 1459
- 1471
- 1481
- 1483
- 1487
- 1489
- 1493
- 1499
- 1511
- 1523
- 1531
- 1543
- 1549
- 1553
- 1559
- 1567
- 1571
- 1579
- 1583
- 1597
- 1601
- 1607
- 1609
- 1613
- 1619
- 1621
- 1627
- 1637
- 1657
- 1663
- 1667
- 1669
- 1693
- 1697
- 1699
- 1709
- 1721
- 1723
- 1733
- 1741
- 1747
- 1753
- 1759
- 1777
- 1783
- 1787
- 1789
- 1801
- 1811
- 1823
- 1831
- 1847
- 1861
- 1867
- 1871
- 1873
- 1877
- 1879
- 1889
- 1901
- 1907
- 1913
- 1931
- 1933
- 1949
- 1951
- 1973
- 1979
- 1987
- 1993
- 1997
- 1999
- 2003
- 2011
- 2017
- 2027
- 2029
- 2039
- 2053
- 2063
- 2069
- 2081
- 2083
- 2087
- 2089
- 2099
- 2111
- 2113
- 2129
- 2131
- 2137
- 2141
- 2143
- 2153
- 2161
- 2179
- 2203
- 2207
- 2213
- 2221
- 2237
- 2239
- 2243
- 2251
- 2267
- 2269
- 2273
- 2281
- 2287
- 2293
- 2297
- 2309
- 2311
- 2333
- 2339
- 2341
- 2347
- 2351
- 2357
- 2371
- 2377
- 2381
- 2383
- 2389
- 2393
- 2399
- 2411
- 2417
- 2423
- 2437
- 2441
- 2447
- 2459
- 2467
- 2473
- 2477
- 2503
- 2521
- 2531
- 2539
- 2543
- 2549
- 2551
- 2557
- 2579
- 2591
- 2593
- 2609
- 2617
- 2621
- 2633
- 2647
- 2657
- 2659
- 2663
- 2671
- 2677
- 2683
- 2687
- 2689
- 2693
- 2699
- 2707
- 2711
- 2713
- 2719
- 2729
- 2731
- 2741
- 2749
- 2753
- 2767
- 2777
- 2789
- 2791
- 2797
- 2801
- 2803
- 2819
- 2833
- 2837
- 2843
- 2851
- 2857
- 2861
- 2879
- 2887
- 2897
- 2903
- 2909
- 2917
- 2927
- 2939
- 2953
- 2957
- 2963
- 2969
- 2971
- 2999
- 3001
- 3011
- 3019
- 3023
- 3037
- 3041
- 3049
- 3061
- 3067
- 3079
- 3083
- 3089
- 3109
- 3119
- 3121
- 3137
- 3163
- 3167
- 3169
- 3181
- 3187
- 3191
- 3203
- 3209
- 3217
- 3221
- 3229
- 3251
- 3253
- 3257
- 3259
- 3271
- 3299
- 3301
- 3307
- 3313
- 3319
- 3323
- 3329
- 3331
- 3343
- 3347
- 3359
- 3361
- 3371
- 3373
- 3389
- 3391
- 3407
- 3413
- 3433
- 3449
- 3457
- 3461
- 3463
- 3467
- 3469
- 3491
- 3499
- 3511
- 3517
- 3527
- 3529
- 3533
- 3539
- 3541
- 3547
- 3557
- 3559
- 3571
- 3581
- 3583
- 3593
- 3607
- 3613
- 3617
- 3623
- 3631
- 3637
- 3643
- 3659
- 3671
- 3673
- 3677
- 3691
- 3697
- 3701
- 3709
- 3719
- 3727
- 3733
- 3739
- 3761
- 3767
- 3769
- 3779
- 3793
- 3797
- 3803
- 3821
- 3823
- 3833
- 3847
- 3851
- 3853
- 3863
- 3877
- 3881
- 3889
- 3907
- 3911
- 3917
- 3919
- 3923
- 3929
- 3931
- 3943
- 3947
- 3967
- 3989
- 4001
- 4003
- 4007
- 4013
- 4019
- 4021
- 4027
- 4049
- 4051
- 4057
- 4073
- 4079
- 4091
- 4093
- 4099
- 4111
- 4127
- 4129
- 4133
- 4139
- 4153
- 4157
- 4159
- 4177
- 4201
- 4211
- 4217
- 4219
- 4229
- 4231
- 4241
- 4243
- 4253
- 4259
- 4261
- 4271
- 4273
- 4283
- 4289
- 4297
- 4327
- 4337
- 4339
- 4349
- 4357
- 4363
- 4373
- 4391
- 4397
- 4409
- 4421
- 4423
- 4441
- 4447
- 4451
- 4457
- 4463
- 4481
- 4483
- 4493
- 4507
- 4513
- 4517
- 4519
- 4523
- 4547
- 4549
- 4561
- 4567
- 4583
- 4591
- 4597
- 4603
- 4621
- 4637
- 4639
- 4643
- 4649
- 4651
- 4657
- 4663
- 4673
- 4679
- 4691
- 4703
- 4721
- 4723
- 4729
- 4733
- 4751
- 4759
- 4783
- 4787
- 4789
- 4793
- 4799
- 4801
- 4813
- 4817
- 4831
- 4861
- 4871
- 4877
- 4889
- 4903
- 4909
- 4919
- 4931
- 4933
- 4937
- 4943
- 4951
- 4957
- 4967
- 4969
- 4973
- 4987
- 4993
- 4999
- 5003
- 5009
- 5011
- 5021
- 5023
- 5039
- 5051
- 5059
- 5077
- 5081
- 5087
- 5099
- 5101
- 5107
- 5113
- 5119
- 5147
- 5153
- 5167
- 5171
- 5179
- 5189
- 5197
- 5209
- 5227
- 5231
- 5233
- 5237
- 5261
- 5273
- 5279
- 5281
- 5297
- 5303
- 5309
- 5323
- 5333
- 5347
- 5351
- 5381
- 5387
- 5393
- 5399
- 5407
- 5413
- 5417
- 5419
- 5431
- 5437
- 5441
- 5443
- 5449
- 5471
- 5477
- 5479
- 5483
- 5501
- 5503
- 5507
- 5519
- 5521
- 5527
- 5531
- 5557
- 5563
- 5569
- 5573
- 5581
- 5591
- 5623
- 5639
- 5641
- 5647
- 5651
- 5653
- 5657
- 5659
- 5669
- 5683
- 5689
- 5693
- 5701
- 5711
- 5717
- 5737
- 5741
- 5743
- 5749
- 5779
- 5783
- 5791
- 5801
- 5807
- 5813
- 5821
- 5827
- 5839
- 5843
- 5849
- 5851
- 5857
- 5861
- 5867
- 5869
- 5879
- 5881
- 5897
- 5903
- 5923
- 5927
- 5939
- 5953
- 5981
- 5987
- 6007
- 6011
- 6029
- 6037
- 6043
- 6047
- 6053
- 6067
- 6073
- 6079
- 6089
- 6091
- 6101
- 6113
- 6121
- 6131
- 6133
- 6143
- 6151
- 6163
- 6173
- 6197
- 6199
- 6203
- 6211
- 6217
- 6221
- 6229
- 6247
- 6257
- 6263
- 6269
- 6271
- 6277
- 6287
- 6299
- 6301
- 6311
- 6317
- 6323
- 6329
- 6337
- 6343
- 6353
- 6359
- 6361
- 6367
- 6373
- 6379
- 6389
- 6397
- 6421
- 6427
- 6449
- 6451
- 6469
- 6473
- 6481
- 6491
- 6521
- 6529
- 6547
- 6551
- 6553
- 6563
- 6569
- 6571
- 6577
- 6581
- 6599
- 6607
- 6619
- 6637
- 6653
- 6659
- 6661
- 6673
- 6679
- 6689
- 6691
- 6701
- 6703
- 6709
- 6719
- 6733
- 6737
- 6761
- 6763
- 6779
- 6781
- 6791
- 6793
- 6803
- 6823
- 6827
- 6829
- 6833
- 6841
- 6857
- 6863
- 6869
- 6871
- 6883
- 6899
- 6907
- 6911
- 6917
- 6947
- 6949
- 6959
- 6961
- 6967
- 6971
- 6977
- 6983
- 6991
- 6997
- 7001
- 7013
- 7019
- 7027
- 7039
- 7043
- 7057
- 7069
- 7079
- 7103
- 7109
- 7121
- 7127
- 7129
- 7151
- 7159
- 7177
- 7187
- 7193
- 7207
- 7211
- 7213
- 7219
- 7229
- 7237
- 7243
- 7247
- 7253
- 7283
- 7297
- 7307
- 7309
- 7321
- 7331
- 7333
- 7349
- 7351
- 7369
- 7393
- 7411
- 7417
- 7433
- 7451
- 7457
- 7459
- 7477
- 7481
- 7487
- 7489
- 7499
- 7507
- 7517
- 7523
- 7529
- 7537
- 7541
- 7547
- 7549
- 7559
- 7561
- 7573
- 7577
- 7583
- 7589
- 7591
- 7603
- 7607
- 7621
- 7639
- 7643
- 7649
- 7669
- 7673
- 7681
- 7687
- 7691
- 7699
- 7703
- 7717
- 7723
- 7727
- 7741
- 7753
- 7757
- 7759
- 7789
- 7793
- 7817
- 7823
- 7829
- 7841
- 7853
- 7867
- 7873
- 7877
- 7879
- 7883
- 7901
- 7907
- 7919
- 7927
- 7933
- 7937
- 7949
- 7951
- 7963
- 7993
- 8009
- 8011
- 8017
- 8039
- 8053
- 8059
- 8069
- 8081
- 8087
- 8089
- 8093
- 8101
- 8111
- 8117
- 8123
- 8147
- 8161
- 8167
- 8171
- 8179
- 8191
- 8209
- 8219
- 8221
- 8231
- 8233
- 8237
- 8243
- 8263
- 8269
- 8273
- 8287
- 8291
- 8293
- 8297
- 8311
- 8317
- 8329
- 8353
- 8363
- 8369
- 8377
- 8387
- 8389
- 8419
- 8423
- 8429
- 8431
- 8443
- 8447
- 8461
- 8467
- 8501
- 8513
- 8521
- 8527
- 8537
- 8539
- 8543
- 8563
- 8573
- 8581
- 8597
- 8599
- 8609
- 8623
- 8627
- 8629
- 8641
- 8647
- 8663
- 8669
- 8677
- 8681
- 8689
- 8693
- 8699
- 8707
- 8713
- 8719
- 8731
- 8737
- 8741
- 8747
- 8753
- 8761
- 8779
- 8783
- 8803
- 8807
- 8819
- 8821
- 8831
- 8837
- 8839
- 8849
- 8861
- 8863
- 8867
- 8887
- 8893
- 8923
- 8929
- 8933
- 8941
- 8951
- 8963
- 8969
- 8971
- 8999
- 9001
- 9007
- 9011
- 9013
- 9029
- 9041
- 9043
- 9049
- 9059
- 9067
- 9091
- 9103
- 9109
- 9127
- 9133
- 9137
- 9151
- 9157
- 9161
- 9173
- 9181
- 9187
- 9199
- 9203
- 9209
- 9221
- 9227
- 9239
- 9241
- 9257
- 9277
- 9281
- 9283
- 9293
- 9311
- 9319
- 9323
- 9337
- 9341
- 9343
- 9349
- 9371
- 9377
- 9391
- 9397
- 9403
- 9413
- 9419
- 9421
- 9431
- 9433
- 9437
- 9439
- 9461
- 9463
- 9467
- 9473
- 9479
- 9491
- 9497
- 9511
- 9521
- 9533
- 9539
- 9547
- 9551
- 9587
- 9601
- 9613
- 9619
- 9623
- 9629
- 9631
- 9643
- 9649
- 9661
- 9677
- 9679
- 9689
- 9697
- 9719
- 9721
- 9733
- 9739
- 9743
- 9749
- 9767
- 9769
- 9781
- 9787
- 9791
- 9803
- 9811
- 9817
- 9829
- 9833
- 9839
- 9851
- 9857
- 9859
- 9871
- 9883
- 9887
- 9901
- 9907
- 9923
- 9929
- 9931
- 9941
- 9949
- 9967
- 9973

### A cinque cifre
- 10007
- 10009
- 10037
- 10039
- 10061
- 10067
- 10069
- 10079
- 10091
- 10093
- 10099
- 10103
- 10111
- 10133
- 10139
- 10141
- 10151
- 10159
- 10163
- 10169
- 10177
- 10181
- 10193
- 10211
- 10223
- 10243
- 10247
- 10253
- 10259
- 10267
- 10271
- 10273
- 10289
- 10301
- 10303
- 10313
- 10321
- 10331
- 10333
- 10337
- 10343
- 10357
- 10369
- 10391
- 10399
- 10427
- 10429
- 10433
- 10453
- 10457
- 10459
- 10463
- 10477
- 10487
- 10499
- 10501
- 10513
- 10529
- 10531
- 10559
- 10567
- 10589
- 10597
- 10601
- 10607
- 10613
- 10627
- 10631
- 10639
- 10651
- 10657
- 10663
- 10667
- 10687
- 10691
- 10709
- 10711
- 10723
- 10729
- 10733
- 10739
- 10753
- 10771
- 10781
- 10789
- 10799
- 10831
- 10837
- 10847
- 10853
- 10859
- 10861
- 10867
- 10883
- 10889
- 10891
- 10903
- 10909
- 10937
- 10939
- 10949
- 10957
- 10973
- 10979
- 10987
- 10993
- 11003
- 11027
- 11047
- 11057
- 11059
- 11069
- 11071
- 11083
- 11087
- 11093
- 11113
- 11117
- 11119
- 11131
- 11149
- 11159
- 11161
- 11171
- 11173
- 11177
- 11197
- 11213
- 11239
- 11243
- 11251
- 11257
- 11261
- 11273
- 11279
- 11287
- 11299
- 11311
- 11317
- 11321
- 11329
- 11351
- 11353
- 11369
- 11383
- 11393
- 11399
- 11411
- 11423
- 11437
- 11443
- 11447
- 11467
- 11471
- 11483
- 11489
- 11491
- 11497
- 11503
- 11519
- 11527
- 11549
- 11551
- 11579
- 11587
- 11593
- 11597
- 11617
- 11621
- 11633
- 11657
- 11677
- 11681
- 11689
- 11699
- 11701
- 11717
- 11719
- 11731
- 11743
- 11777
- 11779
- 11783
- 11789
- 11801
- 11807
- 11813
- 11821
- 11827
- 11831
- 11833
- 11839
- 11863
- 11867
- 11887
- 11897
- 11903
- 11909
- 11923
- 11927
- 11933
- 11939
- 11941
- 11953
- 11959
- 11969
- 11971
- 11981
- 11987
- 12007
- 12011
- 12037
- 12041
- 12043
- 12049
- 12071
- 12073
- 12097
- 12101
- 12107
- 12109
- 12113
- 12119
- 12143
- 12149
- 12157
- 12161
- 12163
- 12197
- 12203
- 12211
- 12227
- 12239
- 12241
- 12251
- 12253
- 12263
- 12269
- 12277
- 12281
- 12289
- 12301
- 12323
- 12329
- 12343
- 12347
- 12373
- 12377
- 12379
- 12391
- 12401
- 12409
- 12413
- 12421
- 12433
- 12437
- 12451
- 12457
- 12473
- 12479
- 12487
- 12491
- 12497
- 12503
- 12511
- 12517
- 12527
- 12539
- 12541
- 12547
- 12553
- 12569
- 12577
- 12583
- 12589
- 12601
- 12611
- 12613
- 12619
- 12637
- 12641
- 12647
- 12653
- 12659
- 12671
- 12689
- 12697
- 12703
- 12713
- 12721
- 12739
- 12743
- 12757
- 12763
- 12781
- 12791
- 12799
- 12809
- 12821
- 12823
- 12829
- 12841
- 12853
- 12889
- 12893
- 12899
- 12907
- 12911
- 12917
- 12919
- 12923
- 12941
- 12953
- 12959
- 12967
- 12973
- 12979
- 12983
- 13001
- 13003
- 13007
- 13009
- 13033
- 13037
- 13043
- 13049
- 13063
- 13093
- 13099
- 13103
- 13109
- 13121
- 13127
- 13147
- 13151
- 13159
- 13163
- 13171
- 13177
- 13183
- 13187
- 13217
- 13219
- 13229
- 13241
- 13249
- 13259
- 13267
- 13291
- 13297
- 13309
- 13313
- 13327
- 13331
- 13337
- 13339
- 13367
- 13381
- 13397
- 13399
- 13411
- 13417
- 13421
- 13441
- 13451
- 13457
- 13463
- 13469
- 13477
- 13487
- 13499
- 13513
- 13523
- 13537
- 13553
- 13567
- 13577
- 13591
- 13597
- 13613
- 13619
- 13627
- 13633
- 13649
- 13669
- 13679
- 13681
- 13687
- 13691
- 13693
- 13697
- 13709
- 13711
- 13721
- 13723
- 13729
- 13751
- 13757
- 13759
- 13763
- 13781
- 13789
- 13799
- 13807
- 13829
- 13831
- 13841
- 13859
- 13873
- 13877
- 13879
- 13883
- 13901
- 13903
- 13907
- 13913
- 13921
- 13931
- 13933
- 13963
- 13967
- 13997
- 13999
- 14009
- 14011
- 14029
- 14033
- 14051
- 14057
- 14071
- 14081
- 14083
- 14087
- 14107
- 14143
- 14149
- 14153
- 14159
- 14173
- 14177
- 14197
- 14207
- 14221
- 14243
- 14249
- 14251
- 14281
- 14293
- 14303
- 14321
- 14323
- 14327
- 14341
- 14347
- 14369
- 14387
- 14389
- 14401
- 14407
- 14411
- 14419
- 14423
- 14431
- 14437
- 14447
- 14449
- 14461
- 14479
- 14489
- 14503
- 14519
- 14533
- 14537
- 14543
- 14549
- 14551
- 14557
- 14561
- 14563
- 14591
- 14593
- 14621
- 14627
- 14629
- 14633
- 14639
- 14653
- 14657
- 14669
- 14683
- 14699
- 14713
- 14717
- 14723
- 14731
- 14737
- 14741
- 14747
- 14753
- 14759
- 14767
- 14771
- 14779
- 14783
- 14797
- 14813
- 14821
- 14827
- 14831
- 14843
- 14851
- 14867
- 14869
- 14879
- 14887
- 14891
- 14897
- 14923
- 14929
- 14939
- 14947
- 14951
- 14957
- 14969
- 14983
- 15013
- 15017
- 15031
- 15053
- 15061
- 15073
- 15077
- 15083
- 15091
- 15101
- 15107
- 15121
- 15131
- 15137
- 15139
- 15149
- 15161
- 15173
- 15187
- 15193
- 15199
- 15217
- 15227
- 15233
- 15241
- 15259
- 15263
- 15269
- 15271
- 15277
- 15287
- 15289
- 15299
- 15307
- 15313
- 15319
- 15329
- 15331
- 15349
- 15359
- 15361
- 15373
- 15377
- 15383
- 15391
- 15401
- 15413
- 15427
- 15439
- 15443
- 15451
- 15461
- 15467
- 15473
- 15493
- 15497
- 15511
- 15527
- 15541
- 15551
- 15559
- 15569
- 15581
- 15583
- 15601
- 15607
- 15619
- 15629
- 15641
- 15643
- 15647
- 15649
- 15661
- 15667
- 15671
- 15679
- 15683
- 15727
- 15731
- 15733
- 15737
- 15739
- 15749
- 15761
- 15767
- 15773
- 15787
- 15791
- 15797
- 15803
- 15809
- 15817
- 15823
- 15859
- 15877
- 15881
- 15887
- 15889
- 15901
- 15907
- 15913
- 15919
- 15923
- 15937
- 15959
- 15971
- 15973
- 15991
- 16001
- 16007
- 16033
- 16057
- 16061
- 16063
- 16067
- 16069
- 16073
- 16087
- 16091
- 16097
- 16103
- 16111
- 16127
- 16139
- 16141
- 16183
- 16187
- 16189
- 16193
- 16217
- 16223
- 16229
- 16231
- 16249
- 16253
- 16267
- 16273
- 16301
- 16319
- 16333
- 16339
- 16349
- 16361
- 16363
- 16369
- 16381
- 16411
- 16417
- 16421
- 16427
- 16433
- 16447
- 16451
- 16453
- 16477
- 16481
- 16487
- 16493
- 16519
- 16529
- 16547
- 16553
- 16561
- 16567
- 16573
- 16603
- 16607
- 16619
- 16631
- 16633
- 16649
- 16651
- 16657
- 16661
- 16673
- 16691
- 16693
- 16699
- 16703
- 16729
- 16741
- 16747
- 16759
- 16763
- 16787
- 16811
- 16823
- 16829
- 16831
- 16843
- 16871
- 16879
- 16883
- 16889
- 16901
- 16903
- 16921
- 16927
- 16931
- 16937
- 16943
- 16963
- 16979
- 16981
- 16987
- 16993
- 17011
- 17021
- 17027
- 17029
- 17033
- 17041
- 17047
- 17053
- 17077
- 17093
- 17099
- 17107
- 17117
- 17123
- 17137
- 17159
- 17167
- 17183
- 17189
- 17191
- 17203
- 17207
- 17209
- 17231
- 17239
- 17257
- 17291
- 17293
- 17299
- 17317
- 17321
- 17327
- 17333
- 17341
- 17351
- 17359
- 17377
- 17383
- 17387
- 17389
- 17393
- 17401
- 17417
- 17419
- 17431
- 17443
- 17449
- 17467
- 17471
- 17477
- 17483
- 17489
- 17491
- 17497
- 17509
- 17519
- 17539
- 17551
- 17569
- 17573
- 17579
- 17581
- 17597
- 17599
- 17609
- 17623
- 17627
- 17657
- 17659
- 17669
- 17681
- 17683
- 17707
- 17713
- 17729
- 17737
- 17747
- 17749
- 17761
- 17783
- 17789
- 17791
- 17807
- 17827
- 17837
- 17839
- 17851
- 17863
- 17881
- 17891
- 17903
- 17909
- 17911
- 17921
- 17923
- 17929
- 17939
- 17957
- 17959
- 17971
- 17977
- 17981
- 17987
- 17989
- 18013
- 18041
- 18043
- 18047
- 18049
- 18059
- 18061
- 18077
- 18089
- 18097
- 18119
- 18121
- 18127
- 18131
- 18133
- 18143
- 18149
- 18169
- 18181
- 18191
- 18199
- 18211
- 18217
- 18223
- 18229
- 18233
- 18251
- 18253
- 18257
- 18269
- 18287
- 18289
- 18301
- 18307
- 18311
- 18313
- 18329
- 18341
- 18353
- 18367
- 18371
- 18379
- 18397
- 18401
- 18413
- 18427
- 18433
- 18439
- 18443
- 18451
- 18457
- 18461
- 18481
- 18493
- 18503
- 18517
- 18521
- 18523
- 18539
- 18541
- 18553
- 18583
- 18587
- 18593
- 18617
- 18637
- 18661
- 18671
- 18679
- 18691
- 18701
- 18713
- 18719
- 18731
- 18743
- 18749
- 18757
- 18773
- 18787
- 18793
- 18797
- 18803
- 18839
- 18859
- 18869
- 18899
- 18911
- 18913
- 18917
- 18919
- 18947
- 18959
- 18973
- 18979
- 19001
- 19009
- 19013
- 19031
- 19037
- 19051
- 19069
- 19073
- 19079
- 19081
- 19087
- 19121
- 19139
- 19141
- 19157
- 19163
- 19181
- 19183
- 19207
- 19211
- 19213
- 19219
- 19231
- 19237
- 19249
- 19259
- 19267
- 19273
- 19289
- 19301
- 19309
- 19319
- 19333
- 19373
- 19379
- 19381
- 19387
- 19391
- 19403
- 19417
- 19421
- 19423
- 19427
- 19429
- 19433
- 19441
- 19447
- 19457
- 19463
- 19469
- 19471
- 19477
- 19483
- 19489
- 19501
- 19507
- 19531
- 19541
- 19543
- 19553
- 19559
- 19571
- 19577
- 19583
- 19597
- 19603
- 19609
- 19661
- 19681
- 19687
- 19697
- 19699
- 19709
- 19717
- 19727
- 19739
- 19751
- 19753
- 19759
- 19763
- 19777
- 19793
- 19801
- 19813
- 19819
- 19841
- 19843
- 19853
- 19861
- 19867
- 19889
- 19891
- 19913
- 19919
- 19927
- 19937
- 19949
- 19961
- 19963
- 19973
- 19979
- 19991
- 19993
- 19997
- 20011
- 20021
- 20023
- 20029
- 20047
- 20051
- 20063
- 20071
- 20089
- 20101
- 20107
- 20113
- 20117
- 20123
- 20129
- 20143
- 20147
- 20149
- 20161
- 20173
- 20177
- 20183
- 20201
- 20219
- 20231
- 20233
- 20249
- 20261
- 20269
- 20287
- 20297
- 20323
- 20327
- 20333
- 20341
- 20347
- 20353
- 20357
- 20359
- 20369
- 20389
- 20393
- 20399
- 20407
- 20411
- 20431
- 20441
- 20443
- 20477
- 20479
- 20483
- 20507
- 20509
- 20521
- 20533
- 20543
- 20549
- 20551
- 20563
- 20593
- 20599
- 20611
- 20627
- 20639
- 20641
- 20663
- 20681
- 20693
- 20707
- 20717
- 20719
- 20731
- 20743
- 20747
- 20749
- 20753
- 20759
- 20771
- 20773
- 20789
- 20807
- 20809
- 20849
- 20857
- 20873
- 20879
- 20887
- 20897
- 20899
- 20903
- 20921
- 20929
- 20939
- 20947
- 20959
- 20963
- 20981
- 20983
- 21001
- 21011
- 21013
- 21017
- 21019
- 21023
- 21031
- 21059
- 21061
- 21067
- 21089
- 21101
- 21107
- 21121
- 21139
- 21143
- 21149
- 21157
- 21163
- 21169
- 21179
- 21187
- 21191
- 21193
- 21211
- 21221
- 21227
- 21247
- 21269
- 21277
- 21283
- 21313
- 21317
- 21319
- 21323
- 21341
- 21347
- 21377
- 21379
- 21383
- 21391
- 21397
- 21401
- 21407
- 21419
- 21433
- 21467
- 21481
- 21487
- 21491
- 21493
- 21499
- 21503
- 21517
- 21521
- 21523
- 21529
- 21557
- 21559
- 21563
- 21569
- 21577
- 21587
- 21589
- 21599
- 21601
- 21611
- 21613
- 21617
- 21647
- 21649
- 21661
- 21673
- 21683
- 21701
- 21713
- 21727
- 21737
- 21739
- 21751
- 21757
- 21767
- 21773
- 21787
- 21799
- 21803
- 21817
- 21821
- 21839
- 21841
- 21851
- 21859
- 21863
- 21871
- 21881
- 21893
- 21911
- 21929
- 21937
- 21943
- 21961
- 21977
- 21991
- 21997
- 22003
- 22013
- 22027
- 22031
- 22037
- 22039
- 22051
- 22063
- 22067
- 22073
- 22079
- 22091
- 22093
- 22109
- 22111
- 22123
- 22129
- 22133
- 22147
- 22153
- 22157
- 22159
- 22171
- 22189
- 22193
- 22229
- 22247
- 22259
- 22271
- 22273
- 22277
- 22279
- 22283
- 22291
- 22303
- 22307
- 22343
- 22349
- 22367
- 22369
- 22381
- 22391
- 22397
- 22409
- 22433
- 22441
- 22447
- 22453
- 22469
- 22481
- 22483
- 22501
- 22511
- 22531
- 22541
- 22543
- 22549
- 22567
- 22571
- 22573
- 22613
- 22619
- 22621
- 22637
- 22639
- 22643
- 22651
- 22669
- 22679
- 22691
- 22697
- 22699
- 22709
- 22717
- 22721
- 22727
- 22739
- 22741
- 22751
- 22769
- 22777
- 22783
- 22787
- 22807
- 22811
- 22817
- 22853
- 22859
- 22861
- 22871
- 22877
- 22901
- 22907
- 22921
- 22937
- 22943
- 22961
- 22963
- 22973
- 22993
- 23003
- 23011
- 23017
- 23021
- 23027
- 23029
- 23039
- 23041
- 23053
- 23057
- 23059
- 23063
- 23071
- 23081
- 23087
- 23099
- 23117
- 23131
- 23143
- 23159
- 23167
- 23173
- 23189
- 23197
- 23201
- 23203
- 23209
- 23227
- 23251
- 23269
- 23279
- 23291
- 23293
- 23297
- 23311
- 23321
- 23327
- 23333
- 23339
- 23357
- 23369
- 23371
- 23399
- 23417
- 23431
- 23447
- 23459
- 23473
- 23497
- 23509
- 23531
- 23537
- 23539
- 23549
- 23557
- 23561
- 23563
- 23567
- 23581
- 23593
- 23599
- 23603
- 23609
- 23623
- 23627
- 23629
- 23633
- 23663
- 23669
- 23671
- 23677
- 23687
- 23689
- 23719
- 23741
- 23743
- 23747
- 23753
- 23761
- 23767
- 23773
- 23789
- 23801
- 23813
- 23819
- 23827
- 23831
- 23833
- 23857
- 23869
- 23873
- 23879
- 23887
- 23893
- 23899
- 23909
- 23911
- 23917
- 23929
- 23957
- 23971
- 23977
- 23981
- 23993
- 24001
- 24007
- 24019
- 24023
- 24029
- 24043
- 24049
- 24061
- 24071
- 24077
- 24083
- 24091
- 24097
- 24103
- 24107
- 24109
- 24113
- 24121
- 24133
- 24137
- 24151
- 24169
- 24179
- 24181
- 24197
- 24203
- 24223
- 24229
- 24239
- 24247
- 24251
- 24281
- 24317
- 24329
- 24337
- 24359
- 24371
- 24373
- 24379
- 24391
- 24407
- 24413
- 24419
- 24421
- 24439
- 24443
- 24469
- 24473
- 24481
- 24499
- 24509
- 24517
- 24527
- 24533
- 24547
- 24551
- 24571
- 24593
- 24611
- 24623
- 24631
- 24659
- 24671
- 24677
- 24683
- 24691
- 24697
- 24709
- 24733
- 24749
- 24763
- 24767
- 24781
- 24793
- 24799
- 24809
- 24821
- 24841
- 24847
- 24851
- 24859
- 24877
- 24889
- 24907
- 24917
- 24919
- 24923
- 24943
- 24953
- 24967
- 24971
- 24977
- 24979
- 24989
- 25013
- 25031
- 25033
- 25037
- 25057
- 25073
- 25087
- 25097
- 25111
- 25117
- 25121
- 25127
- 25147
- 25153
- 25163
- 25169
- 25171
- 25183
- 25189
- 25219
- 25229
- 25237
- 25243
- 25247
- 25253
- 25261
- 25301
- 25303
- 25307
- 25309
- 25321
- 25339
- 25343
- 25349
- 25357
- 25367
- 25373
- 25391
- 25409
- 25411
- 25423
- 25439
- 25447
- 25453
- 25457
- 25463
- 25469
- 25471
- 25523
- 25537
- 25541
- 25561
- 25577
- 25579
- 25583
- 25589
- 25601
- 25603
- 25609
- 25621
- 25633
- 25639
- 25643
- 25657
- 25667
- 25673
- 25679
- 25693
- 25703
- 25717
- 25733
- 25741
- 25747
- 25759
- 25763
- 25771
- 25793
- 25799
- 25801
- 25819
- 25841
- 25847
- 25849
- 25867
- 25873
- 25889
- 25903
- 25913
- 25919
- 25931
- 25933
- 25939
- 25943
- 25951
- 25969
- 25981
- 25997
- 25999
- 26003
- 26017
- 26021
- 26029
- 26041
- 26053
- 26083
- 26099
- 26107
- 26111
- 26113
- 26119
- 26141
- 26153
- 26161
- 26171
- 26177
- 26183
- 26189
- 26203
- 26209
- 26227
- 26237
- 26249
- 26251
- 26261
- 26263
- 26267
- 26293
- 26297
- 26309
- 26317
- 26321
- 26339
- 26347
- 26357
- 26371
- 26387
- 26393
- 26399
- 26407
- 26417
- 26423
- 26431
- 26437
- 26449
- 26459
- 26479
- 26489
- 26497
- 26501
- 26513
- 26539
- 26557
- 26561
- 26573
- 26591
- 26597
- 26627
- 26633
- 26641
- 26647
- 26669
- 26681
- 26683
- 26687
- 26693
- 26699
- 26701
- 26711
- 26713
- 26717
- 26723
- 26729
- 26731
- 26737
- 26759
- 26777
- 26783
- 26801
- 26813
- 26821
- 26833
- 26839
- 26849
- 26861
- 26863
- 26879
- 26881
- 26891
- 26893
- 26903
- 26921
- 26927
- 26947
- 26951
- 26953
- 26959
- 26981
- 26987
- 26993
- 27011
- 27017
- 27031
- 27043
- 27059
- 27061
- 27067
- 27073
- 27077
- 27091
- 27103
- 27107
- 27109
- 27127
- 27143
- 27179
- 27191
- 27197
- 27211
- 27239
- 27241
- 27253
- 27259
- 27271
- 27277
- 27281
- 27283
- 27299
- 27329
- 27337
- 27361
- 27367
- 27397
- 27407
- 27409
- 27427
- 27431
- 27437
- 27449
- 27457
- 27479
- 27481
- 27487
- 27509
- 27527
- 27529
- 27539
- 27541
- 27551
- 27581
- 27583
- 27611
- 27617
- 27631
- 27647
- 27653
- 27673
- 27689
- 27691
- 27697
- 27701
- 27733
- 27737
- 27739
- 27743
- 27749
- 27751
- 27763
- 27767
- 27773
- 27779
- 27791
- 27793
- 27799
- 27803
- 27809
- 27817
- 27823
- 27827
- 27847
- 27851
- 27883
- 27893
- 27901
- 27917
- 27919
- 27941
- 27943
- 27947
- 27953
- 27961
- 27967
- 27983
- 27997
- 28001
- 28019
- 28027
- 28031
- 28051
- 28057
- 28069
- 28081
- 28087
- 28097
- 28099
- 28109
- 28111
- 28123
- 28151
- 28163
- 28181
- 28183
- 28201
- 28211
- 28219
- 28229
- 28277
- 28279
- 28283
- 28289
- 28297
- 28307
- 28309
- 28319
- 28349
- 28351
- 28387
- 28393
- 28403
- 28409
- 28411
- 28429
- 28433
- 28439
- 28447
- 28463
- 28477
- 28493
- 28499
- 28513
- 28517
- 28537
- 28541
- 28547
- 28549
- 28559
- 28571
- 28573
- 28579
- 28591
- 28597
- 28603
- 28607
- 28619
- 28621
- 28627
- 28631
- 28643
- 28649
- 28657
- 28661
- 28663
- 28669
- 28687
- 28697
- 28703
- 28711
- 28723
- 28729
- 28751
- 28753
- 28759
- 28771
- 28789
- 28793
- 28807
- 28813
- 28817
- 28837
- 28843
- 28859
- 28867
- 28871
- 28879
- 28901
- 28909
- 28921
- 28927
- 28933
- 28949
- 28961
- 28979
- 29009
- 29017
- 29021
- 29023
- 29027
- 29033
- 29059
- 29063
- 29077
- 29101
- 29123
- 29129
- 29131
- 29137
- 29147
- 29153
- 29167
- 29173
- 29179
- 29191
- 29201
- 29207
- 29209
- 29221
- 29231
- 29243
- 29251
- 29269
- 29287
- 29297
- 29303
- 29311
- 29327
- 29333
- 29339
- 29347
- 29363
- 29383
- 29387
- 29389
- 29399
- 29401
- 29411
- 29423
- 29429
- 29437
- 29443
- 29453
- 29473
- 29483
- 29501
- 29527
- 29531
- 29537
- 29567
- 29569
- 29573
- 29581
- 29587
- 29599
- 29611
- 29629
- 29633
- 29641
- 29663
- 29669
- 29671
- 29683
- 29717
- 29723
- 29741
- 29753
- 29759
- 29761
- 29789
- 29803
- 29819
- 29833
- 29837
- 29851
- 29863
- 29867
- 29873
- 29879
- 29881
- 29917
- 29921
- 29927
- 29947
- 29959
- 29983
- 29989
- 30011
- 30013
- 30029
- 30047
- 30059
- 30071
- 30089
- 30091
- 30097
- 30103
- 30109
- 30113
- 30119
- 30133
- 30137
- 30139
- 30161
- 30169
- 30181
- 30187
- 30197
- 30203
- 30211
- 30223
- 30241
- 30253
- 30259
- 30269
- 30271
- 30293
- 30307
- 30313
- 30319
- 30323
- 30341
- 30347
- 30367
- 30389
- 30391
- 30403
- 30427
- 30431
- 30449
- 30467
- 30469
- 30491
- 30493
- 30497
- 30509
- 30517
- 30529
- 30539
- 30553
- 30557
- 30559
- 30577
- 30593
- 30631
- 30637
- 30643
- 30649
- 30661
- 30671
- 30677
- 30689
- 30697
- 30703
- 30707
- 30713
- 30727
- 30757
- 30763
- 30773
- 30781
- 30803
- 30809
- 30817
- 30829
- 30839
- 30841
- 30851
- 30853
- 30859
- 30869
- 30871
- 30881
- 30893
- 30911
- 30931
- 30937
- 30941
- 30949
- 30971
- 30977
- 30983
- 31013
- 31019
- 31033
- 31039
- 31051
- 31063
- 31069
- 31079
- 31081
- 31091
- 31121
- 31123
- 31139
- 31147
- 31151
- 31153
- 31159
- 31177
- 31181
- 31183
- 31189
- 31193
- 31219
- 31223
- 31231
- 31237
- 31247
- 31249
- 31253
- 31259
- 31267
- 31271
- 31277
- 31307
- 31319
- 31321
- 31327
- 31333
- 31337
- 31357
- 31379
- 31387
- 31391
- 31393
- 31397
- 31469
- 31477
- 31481
- 31489
- 31511
- 31513
- 31517
- 31531
- 31541
- 31543
- 31547
- 31567
- 31573
- 31583
- 31601
- 31607
- 31627
- 31643
- 31649
- 31657
- 31663
- 31667
- 31687
- 31699
- 31721
- 31723
- 31727
- 31729
- 31741
- 31751
- 31769
- 31771
- 31793
- 31799
- 31817
- 31847
- 31849
- 31859
- 31873
- 31883
- 31891
- 31907
- 31957
- 31963
- 31973
- 31981
- 31991
- 32003
- 32009
- 32027
- 32029
- 32051
- 32057
- 32059
- 32063
- 32069
- 32077
- 32083
- 32089
- 32099
- 32117
- 32119
- 32141
- 32143
- 32159
- 32173
- 32183
- 32189
- 32191
- 32203
- 32213
- 32233
- 32237
- 32251
- 32257
- 32261
- 32297
- 32299
- 32303
- 32309
- 32321
- 32323
- 32327
- 32341
- 32353
- 32359
- 32363
- 32369
- 32371
- 32377
- 32381
- 32401
- 32411
- 32413
- 32423
- 32429
- 32441
- 32443
- 32467
- 32479
- 32491
- 32497
- 32503
- 32507
- 32531
- 32533
- 32537
- 32561
- 32563
- 32569
- 32573
- 32579
- 32587
- 32603
- 32609
- 32611
- 32621
- 32633
- 32647
- 32653
- 32687
- 32693
- 32707
- 32713
- 32717
- 32719
- 32749
- 32771
- 32779
- 32783
- 32789
- 32797
- 32801
- 32803
- 32831
- 32833
- 32839
- 32843
- 32869
- 32887
- 32909
- 32911
- 32917
- 32933
- 32939
- 32941
- 32957
- 32969
- 32971
- 32983
- 32987
- 32993
- 32999
- 33013
- 33023
- 33029
- 33037
- 33049
- 33053
- 33071
- 33073
- 33083
- 33091
- 33107
- 33113
- 33119
- 33149
- 33151
- 33161
- 33179
- 33181
- 33191
- 33199
- 33203
- 33211
- 33223
- 33247
- 33287
- 33289
- 33301
- 33311
- 33317
- 33329
- 33331
- 33343
- 33347
- 33349
- 33353
- 33359
- 33377
- 33391
- 33403
- 33409
- 33413
- 33427
- 33457
- 33461
- 33469
- 33479
- 33487
- 33493
- 33503
- 33521
- 33529
- 33533
- 33547
- 33563
- 33569
- 33577
- 33581
- 33587
- 33589
- 33599
- 33601
- 33613
- 33617
- 33619
- 33623
- 33629
- 33637
- 33641
- 33647
- 33679
- 33703
- 33713
- 33721
- 33739
- 33749
- 33751
- 33757
- 33767
- 33769
- 33773
- 33791
- 33797
- 33809
- 33811
- 33827
- 33829
- 33851
- 33857
- 33863
- 33871
- 33889
- 33893
- 33911
- 33923
- 33931
- 33937
- 33941
- 33961
- 33967
- 33997
- 34019
- 34031
- 34033
- 34039
- 34057
- 34061
- 34123
- 34127
- 34129
- 34141
- 34147
- 34157
- 34159
- 34171
- 34183
- 34211
- 34213
- 34217
- 34231
- 34253
- 34259
- 34261
- 34267
- 34273
- 34283
- 34297
- 34301
- 34303
- 34313
- 34319
- 34327
- 34337
- 34351
- 34361
- 34367
- 34369
- 34381
- 34403
- 34421
- 34429
- 34439
- 34457
- 34469
- 34471
- 34483
- 34487
- 34499
- 34501
- 34511
- 34513
- 34519
- 34537
- 34543
- 34549
- 34583
- 34589
- 34591
- 34603
- 34607
- 34613
- 34631
- 34649
- 34651
- 34667
- 34673
- 34679
- 34687
- 34693
- 34703
- 34721
- 34729
- 34739
- 34747
- 34757
- 34759
- 34763
- 34781
- 34807
- 34819
- 34841
- 34843
- 34847
- 34849
- 34871
- 34877
- 34883
- 34897
- 34913
- 34919
- 34939
- 34949
- 34961
- 34963
- 34981
- 35023
- 35027
- 35051
- 35053
- 35059
- 35069
- 35081
- 35083
- 35089
- 35099
- 35107
- 35111
- 35117
- 35129
- 35141
- 35149
- 35153
- 35159
- 35171
- 35201
- 35221
- 35227
- 35251
- 35257
- 35267
- 35279
- 35281
- 35291
- 35311
- 35317
- 35323
- 35327
- 35339
- 35353
- 35363
- 35381
- 35393
- 35401
- 35407
- 35419
- 35423
- 35437
- 35447
- 35449
- 35461
- 35491
- 35507
- 35509
- 35521
- 35527
- 35531
- 35533
- 35537
- 35543
- 35569
- 35573
- 35591
- 35593
- 35597
- 35603
- 35617
- 35671
- 35677
- 35729
- 35731
- 35747
- 35753
- 35759
- 35771
- 35797
- 35801
- 35803
- 35809
- 35831
- 35837
- 35839
- 35851
- 35863
- 35869
- 35879
- 35897
- 35899
- 35911
- 35923
- 35933
- 35951
- 35963
- 35969
- 35977
- 35983
- 35993
- 35999
- 36007
- 36011
- 36013
- 36017
- 36037
- 36061
- 36067
- 36073
- 36083
- 36097
- 36107
- 36109
- 36131
- 36137
- 36151
- 36161
- 36187
- 36191
- 36209
- 36217
- 36229
- 36241
- 36251
- 36263
- 36269
- 36277
- 36293
- 36299
- 36307
- 36313
- 36319
- 36341
- 36343
- 36353
- 36373
- 36383
- 36389
- 36433
- 36451
- 36457
- 36467
- 36469
- 36473
- 36479
- 36493
- 36497
- 36523
- 36527
- 36529
- 36541
- 36551
- 36559
- 36563
- 36571
- 36583
- 36587
- 36599
- 36607
- 36629
- 36637
- 36643
- 36653
- 36671
- 36677
- 36683
- 36691
- 36697
- 36709
- 36713
- 36721
- 36739
- 36749
- 36761
- 36767
- 36779
- 36781
- 36787
- 36791
- 36793
- 36809
- 36821
- 36833
- 36847
- 36857
- 36871
- 36877
- 36887
- 36899
- 36901
- 36913
- 36919
- 36923
- 36929
- 36931
- 36943
- 36947
- 36973
- 36979
- 36997
- 37003
- 37013
- 37019
- 37021
- 37039
- 37049
- 37057
- 37061
- 37087
- 37097
- 37117
- 37123
- 37139
- 37159
- 37171
- 37181
- 37189
- 37199
- 37201
- 37217
- 37223
- 37243
- 37253
- 37273
- 37277
- 37307
- 37309
- 37313
- 37321
- 37337
- 37339
- 37357
- 37361
- 37363
- 37369
- 37379
- 37397
- 37409
- 37423
- 37441
- 37447
- 37463
- 37483
- 37489
- 37493
- 37501
- 37507
- 37511
- 37517
- 37529
- 37537
- 37547
- 37549
- 37561
- 37567
- 37571
- 37573
- 37579
- 37589
- 37591
- 37607
- 37619
- 37633
- 37643
- 37649
- 37657
- 37663
- 37691
- 37693
- 37699
- 37717
- 37747
- 37781
- 37783
- 37799
- 37811
- 37813
- 37831
- 37847
- 37853
- 37861
- 37871
- 37879
- 37889
- 37897
- 37907
- 37951
- 37957
- 37963
- 37967
- 37987
- 37991
- 37993
- 37997
- 38011
- 38039
- 38047
- 38053
- 38069
- 38083
- 38113
- 38119
- 38149
- 38153
- 38167
- 38177
- 38183
- 38189
- 38197
- 38201
- 38219
- 38231
- 38237
- 38239
- 38261
- 38273
- 38281
- 38287
- 38299
- 38303
- 38317
- 38321
- 38327
- 38329
- 38333
- 38351
- 38371
- 38377
- 38393
- 38431
- 38447
- 38449
- 38453
- 38459
- 38461
- 38501
- 38543
- 38557
- 38561
- 38567
- 38569
- 38593
- 38603
- 38609
- 38611
- 38629
- 38639
- 38651
- 38653
- 38669
- 38671
- 38677
- 38693
- 38699
- 38707
- 38711
- 38713
- 38723
- 38729
- 38737
- 38747
- 38749
- 38767
- 38783
- 38791
- 38803
- 38821
- 38833
- 38839
- 38851
- 38861
- 38867
- 38873
- 38891
- 38903
- 38917
- 38921
- 38923
- 38933
- 38953
- 38959
- 38971
- 38977
- 38993
- 39019
- 39023
- 39041
- 39043
- 39047
- 39079
- 39089
- 39097
- 39103
- 39107
- 39113
- 39119
- 39133
- 39139
- 39157
- 39161
- 39163
- 39181
- 39191
- 39199
- 39209
- 39217
- 39227
- 39229
- 39233
- 39239
- 39241
- 39251
- 39293
- 39301
- 39313
- 39317
- 39323
- 39341
- 39343
- 39359
- 39367
- 39371
- 39373
- 39383
- 39397
- 39409
- 39419
- 39439
- 39443
- 39451
- 39461
- 39499
- 39503
- 39509
- 39511
- 39521
- 39541
- 39551
- 39563
- 39569
- 39581
- 39607
- 39619
- 39623
- 39631
- 39659
- 39667
- 39671
- 39679
- 39703
- 39709
- 39719
- 39727
- 39733
- 39749
- 39761
- 39769
- 39779
- 39791
- 39799
- 39821
- 39827
- 39829
- 39839
- 39841
- 39847
- 39857
- 39863
- 39869
- 39877
- 39883
- 39887
- 39901
- 39929
- 39937
- 39953
- 39971
- 39979
- 39983
- 39989
- 40009
- 40013
- 40031
- 40037
- 40039
- 40063
- 40087
- 40093
- 40099
- 40111
- 40123
- 40127
- 40129
- 40151
- 40153
- 40163
- 40169
- 40177
- 40189
- 40193
- 40213
- 40231
- 40237
- 40241
- 40253
- 40277
- 40283
- 40289
- 40343
- 40351
- 40357
- 40361
- 40387
- 40423
- 40427
- 40429
- 40433
- 40459
- 40471
- 40483
- 40487
- 40493
- 40499
- 40507
- 40519
- 40529
- 40531
- 40543
- 40559
- 40577
- 40583
- 40591
- 40597
- 40609
- 40627
- 40637
- 40639
- 40693
- 40697
- 40699
- 40709
- 40739
- 40751
- 40759
- 40763
- 40771
- 40787
- 40801
- 40813
- 40819
- 40823
- 40829
- 40841
- 40847
- 40849
- 40853
- 40867
- 40879
- 40883
- 40897
- 40903
- 40927
- 40933
- 40939
- 40949
- 40961
- 40973
- 40993
- 41011
- 41017
- 41023
- 41039
- 41047
- 41051
- 41057
- 41077
- 41081
- 41113
- 41117
- 41131
- 41141
- 41143
- 41149
- 41161
- 41177
- 41179
- 41183
- 41189
- 41201
- 41203
- 41213
- 41221
- 41227
- 41231
- 41233
- 41243
- 41257
- 41263
- 41269
- 41281
- 41299
- 41333
- 41341
- 41351
- 41357
- 41381
- 41387
- 41389
- 41399
- 41411
- 41413
- 41443
- 41453
- 41467
- 41479
- 41491
- 41507
- 41513
- 41519
- 41521
- 41539
- 41543
- 41549
- 41579
- 41593
- 41597
- 41603
- 41609
- 41611
- 41617
- 41621
- 41627
- 41641
- 41647
- 41651
- 41659
- 41669
- 41681
- 41687
- 41719
- 41729
- 41737
- 41759
- 41761
- 41771
- 41777
- 41801
- 41809
- 41813
- 41843
- 41849
- 41851
- 41863
- 41879
- 41887
- 41893
- 41897
- 41903
- 41911
- 41927
- 41941
- 41947
- 41953
- 41957
- 41959
- 41969
- 41981
- 41983
- 41999
- 42013
- 42017
- 42019
- 42023
- 42043
- 42061
- 42071
- 42073
- 42083
- 42089
- 42101
- 42131
- 42139
- 42157
- 42169
- 42179
- 42181
- 42187
- 42193
- 42197
- 42209
- 42221
- 42223
- 42227
- 42239
- 42257
- 42281
- 42283
- 42293
- 42299
- 42307
- 42323
- 42331
- 42337
- 42349
- 42359
- 42373
- 42379
- 42391
- 42397
- 42403
- 42407
- 42409
- 42433
- 42437
- 42443
- 42451
- 42457
- 42461
- 42463
- 42467
- 42473
- 42487
- 42491
- 42499
- 42509
- 42533
- 42557
- 42569
- 42571
- 42577
- 42589
- 42611
- 42641
- 42643
- 42649
- 42667
- 42677
- 42683
- 42689
- 42697
- 42701
- 42703
- 42709
- 42719
- 42727
- 42737
- 42743
- 42751
- 42767
- 42773
- 42787
- 42793
- 42797
- 42821
- 42829
- 42839
- 42841
- 42853
- 42859
- 42863
- 42899
- 42901
- 42923
- 42929
- 42937
- 42943
- 42953
- 42961
- 42967
- 42979
- 42989
- 43003
- 43013
- 43019
- 43037
- 43049
- 43051
- 43063
- 43067
- 43093
- 43103
- 43117
- 43133
- 43151
- 43159
- 43177
- 43189
- 43201
- 43207
- 43223
- 43237
- 43261
- 43271
- 43283
- 43291
- 43313
- 43319
- 43321
- 43331
- 43391
- 43397
- 43399
- 43403
- 43411
- 43427
- 43441
- 43451
- 43457
- 43481
- 43487
- 43499
- 43517
- 43541
- 43543
- 43573
- 43577
- 43579
- 43591
- 43597
- 43607
- 43609
- 43613
- 43627
- 43633
- 43649
- 43651
- 43661
- 43669
- 43691
- 43711
- 43717
- 43721
- 43753
- 43759
- 43777
- 43781
- 43783
- 43787
- 43789
- 43793
- 43801
- 43853
- 43867
- 43889
- 43891
- 43913
- 43933
- 43943
- 43951
- 43961
- 43963
- 43969
- 43973
- 43987
- 43991
- 43997
- 44017
- 44021
- 44027
- 44029
- 44041
- 44053
- 44059
- 44071
- 44087
- 44089
- 44101
- 44111
- 44119
- 44123
- 44129
- 44131
- 44159
- 44171
- 44179
- 44189
- 44201
- 44203
- 44207
- 44221
- 44249
- 44257
- 44263
- 44267
- 44269
- 44273
- 44279
- 44281
- 44293
- 44351
- 44357
- 44371
- 44381
- 44383
- 44389
- 44417
- 44449
- 44453
- 44483
- 44491
- 44497
- 44501
- 44507
- 44519
- 44531
- 44533
- 44537
- 44543
- 44549
- 44563
- 44579
- 44587
- 44617
- 44621
- 44623
- 44633
- 44641
- 44647
- 44651
- 44657
- 44683
- 44687
- 44699
- 44701
- 44711
- 44729
- 44741
- 44753
- 44771
- 44773
- 44777
- 44789
- 44797
- 44809
- 44819
- 44839
- 44843
- 44851
- 44867
- 44879
- 44887
- 44893
- 44909
- 44917
- 44927
- 44939
- 44953
- 44959
- 44963
- 44971
- 44983
- 44987
- 45007
- 45013
- 45053
- 45061
- 45077
- 45083
- 45119
- 45121
- 45127
- 45131
- 45137
- 45139
- 45161
- 45179
- 45181
- 45191
- 45197
- 45233
- 45247
- 45259
- 45263
- 45281
- 45289
- 45293
- 45307
- 45317
- 45319
- 45329
- 45337
- 45341
- 45343
- 45361
- 45377
- 45389
- 45403
- 45413
- 45427
- 45433
- 45439
- 45481
- 45491
- 45497
- 45503
- 45523
- 45533
- 45541
- 45553
- 45557
- 45569
- 45587
- 45589
- 45599
- 45613
- 45631
- 45641
- 45659
- 45667
- 45673
- 45677
- 45691
- 45697
- 45707
- 45737
- 45751
- 45757
- 45763
- 45767
- 45779
- 45817
- 45821
- 45823
- 45827
- 45833
- 45841
- 45853
- 45863
- 45869
- 45887
- 45893
- 45943
- 45949
- 45953
- 45959
- 45971
- 45979
- 45989
- 46021
- 46027
- 46049
- 46051
- 46061
- 46073
- 46091
- 46093
- 46099
- 46103
- 46133
- 46141
- 46147
- 46153
- 46171
- 46181
- 46183
- 46187
- 46199
- 46219
- 46229
- 46237
- 46261
- 46271
- 46273
- 46279
- 46301
- 46307
- 46309
- 46327
- 46337
- 46349
- 46351
- 46381
- 46399
- 46411
- 46439
- 46441
- 46447
- 46451
- 46457
- 46471
- 46477
- 46489
- 46499
- 46507
- 46511
- 46523
- 46549
- 46559
- 46567
- 46573
- 46589
- 46591
- 46601
- 46619
- 46633
- 46639
- 46643
- 46649
- 46663
- 46679
- 46681
- 46687
- 46691
- 46703
- 46723
- 46727
- 46747
- 46751
- 46757
- 46769
- 46771
- 46807
- 46811
- 46817
- 46819
- 46829
- 46831
- 46853
- 46861
- 46867
- 46877
- 46889
- 46901
- 46919
- 46933
- 46957
- 46993
- 46997
- 47017
- 47041
- 47051
- 47057
- 47059
- 47087
- 47093
- 47111
- 47119
- 47123
- 47129
- 47137
- 47143
- 47147
- 47149
- 47161
- 47189
- 47207
- 47221
- 47237
- 47251
- 47269
- 47279
- 47287
- 47293
- 47297
- 47303
- 47309
- 47317
- 47339
- 47351
- 47353
- 47363
- 47381
- 47387
- 47389
- 47407
- 47417
- 47419
- 47431
- 47441
- 47459
- 47491
- 47497
- 47501
- 47507
- 47513
- 47521
- 47527
- 47533
- 47543
- 47563
- 47569
- 47581
- 47591
- 47599
- 47609
- 47623
- 47629
- 47639
- 47653
- 47657
- 47659
- 47681
- 47699
- 47701
- 47711
- 47713
- 47717
- 47737
- 47741
- 47743
- 47777
- 47779
- 47791
- 47797
- 47807
- 47809
- 47819
- 47837
- 47843
- 47857
- 47869
- 47881
- 47903
- 47911
- 47917
- 47933
- 47939
- 47947
- 47951
- 47963
- 47969
- 47977
- 47981
- 48017
- 48023
- 48029
- 48049
- 48073
- 48079
- 48091
- 48109
- 48119
- 48121
- 48131
- 48157
- 48163
- 48179
- 48187
- 48193
- 48197
- 48221
- 48239
- 48247
- 48259
- 48271
- 48281
- 48299
- 48311
- 48313
- 48337
- 48341
- 48353
- 48371
- 48383
- 48397
- 48407
- 48409
- 48413
- 48437
- 48449
- 48463
- 48473
- 48479
- 48481
- 48487
- 48491
- 48497
- 48523
- 48527
- 48533
- 48539
- 48541
- 48563
- 48571
- 48589
- 48593
- 48611
- 48619
- 48623
- 48647
- 48649
- 48661
- 48673
- 48677
- 48679
- 48731
- 48733
- 48751
- 48757
- 48761
- 48767
- 48779
- 48781
- 48787
- 48799
- 48809
- 48817
- 48821
- 48823
- 48847
- 48857
- 48859
- 48869
- 48871
- 48883
- 48889
- 48907
- 48947
- 48953
- 48973
- 48989
- 48991
- 49003
- 49009
- 49019
- 49031
- 49033
- 49037
- 49043
- 49057
- 49069
- 49081
- 49103
- 49109
- 49117
- 49121
- 49123
- 49139
- 49157
- 49169
- 49171
- 49177
- 49193
- 49199
- 49201
- 49207
- 49211
- 49223
- 49253
- 49261
- 49277
- 49279
- 49297
- 49307
- 49331
- 49333
- 49339
- 49363
- 49367
- 49369
- 49391
- 49393
- 49409
- 49411
- 49417
- 49429
- 49433
- 49451
- 49459
- 49463
- 49477
- 49481
- 49499
- 49523
- 49529
- 49531
- 49537
- 49547
- 49549
- 49559
- 49597
- 49603
- 49613
- 49627
- 49633
- 49639
- 49663
- 49667
- 49669
- 49681
- 49697
- 49711
- 49727
- 49739
- 49741
- 49747
- 49757
- 49783
- 49787
- 49789
- 49801
- 49807
- 49811
- 49823
- 49831
- 49843
- 49853
- 49871
- 49877
- 49891
- 49919
- 49921
- 49927
- 49937
- 49939
- 49943
- 49957
- 49991
- 49993
- 49999
- 50021
- 50023
- 50033
- 50047
- 50051
- 50053
- 50069
- 50077
- 50087
- 50093
- 50101
- 50111
- 50119
- 50123
- 50129
- 50131
- 50147
- 50153
- 50159
- 50177
- 50207
- 50221
- 50227
- 50231
- 50261
- 50263
- 50273
- 50287
- 50291
- 50311
- 50321
- 50329
- 50333
- 50341
- 50359
- 50363
- 50377
- 50383
- 50387
- 50411
- 50417
- 50423
- 50441
- 50459
- 50461
- 50497
- 50503
- 50513
- 50527
- 50539
- 50543
- 50549
- 50551
- 50581
- 50587
- 50591
- 50593
- 50599
- 50627
- 50647
- 50651
- 50671
- 50683
- 50707
- 50723
- 50741
- 50753
- 50767
- 50773
- 50777
- 50789
- 50821
- 50833
- 50839
- 50849
- 50857
- 50867
- 50873
- 50891
- 50893
- 50909
- 50923
- 50929
- 50951
- 50957
- 50969
- 50971
- 50989
- 50993
- 51001
- 51031
- 51043
- 51047
- 51059
- 51061
- 51071
- 51109
- 51131
- 51133
- 51137
- 51151
- 51157
- 51169
- 51193
- 51197
- 51199
- 51203
- 51217
- 51229
- 51239
- 51241
- 51257
- 51263
- 51283
- 51287
- 51307
- 51329
- 51341
- 51343
- 51347
- 51349
- 51361
- 51383
- 51407
- 51413
- 51419
- 51421
- 51427
- 51431
- 51437
- 51439
- 51449
- 51461
- 51473
- 51479
- 51481
- 51487
- 51503
- 51511
- 51517
- 51521
- 51539
- 51551
- 51563
- 51577
- 51581
- 51593
- 51599
- 51607
- 51613
- 51631
- 51637
- 51647
- 51659
- 51673
- 51679
- 51683
- 51691
- 51713
- 51719
- 51721
- 51749
- 51767
- 51769
- 51787
- 51797
- 51803
- 51817
- 51827
- 51829
- 51839
- 51853
- 51859
- 51869
- 51871
- 51893
- 51899
- 51907
- 51913
- 51929
- 51941
- 51949
- 51971
- 51973
- 51977
- 51991
- 52009
- 52021
- 52027
- 52051
- 52057
- 52067
- 52069
- 52081
- 52103
- 52121
- 52127
- 52147
- 52153
- 52163
- 52177
- 52181
- 52183
- 52189
- 52201
- 52223
- 52237
- 52249
- 52253
- 52259
- 52267
- 52289
- 52291
- 52301
- 52313
- 52321
- 52361
- 52363
- 52369
- 52379
- 52387
- 52391
- 52433
- 52453
- 52457
- 52489
- 52501
- 52511
- 52517
- 52529
- 52541
- 52543
- 52553
- 52561
- 52567
- 52571
- 52579
- 52583
- 52609
- 52627
- 52631
- 52639
- 52667
- 52673
- 52691
- 52697
- 52709
- 52711
- 52721
- 52727
- 52733
- 52747
- 52757
- 52769
- 52783
- 52807
- 52813
- 52817
- 52837
- 52859
- 52861
- 52879
- 52883
- 52889
- 52901
- 52903
- 52919
- 52937
- 52951
- 52957
- 52963
- 52967
- 52973
- 52981
- 52999
- 53003
- 53017
- 53047
- 53051
- 53069
- 53077
- 53087
- 53089
- 53093
- 53101
- 53113
- 53117
- 53129
- 53147
- 53149
- 53161
- 53171
- 53173
- 53189
- 53197
- 53201
- 53231
- 53233
- 53239
- 53267
- 53269
- 53279
- 53281
- 53299
- 53309
- 53323
- 53327
- 53353
- 53359
- 53377
- 53381
- 53401
- 53407
- 53411
- 53419
- 53437
- 53441
- 53453
- 53479
- 53503
- 53507
- 53527
- 53549
- 53551
- 53569
- 53591
- 53593
- 53597
- 53609
- 53611
- 53617
- 53623
- 53629
- 53633
- 53639
- 53653
- 53657
- 53681
- 53693
- 53699
- 53717
- 53719
- 53731
- 53759
- 53773
- 53777
- 53783
- 53791
- 53813
- 53819
- 53831
- 53849
- 53857
- 53861
- 53881
- 53887
- 53891
- 53897
- 53899
- 53917
- 53923
- 53927
- 53939
- 53951
- 53959
- 53987
- 53993
- 54001
- 54011
- 54013
- 54037
- 54049
- 54059
- 54083
- 54091
- 54101
- 54121
- 54133
- 54139
- 54151
- 54163
- 54167
- 54181
- 54193
- 54217
- 54251
- 54269
- 54277
- 54287
- 54293
- 54311
- 54319
- 54323
- 54331
- 54347
- 54361
- 54367
- 54371
- 54377
- 54401
- 54403
- 54409
- 54413
- 54419
- 54421
- 54437
- 54443
- 54449
- 54469
- 54493
- 54497
- 54499
- 54503
- 54517
- 54521
- 54539
- 54541
- 54547
- 54559
- 54563
- 54577
- 54581
- 54583
- 54601
- 54617
- 54623
- 54629
- 54631
- 54647
- 54667
- 54673
- 54679
- 54709
- 54713
- 54721
- 54727
- 54751
- 54767
- 54773
- 54779
- 54787
- 54799
- 54829
- 54833
- 54851
- 54869
- 54877
- 54881
- 54907
- 54917
- 54919
- 54941
- 54949
- 54959
- 54973
- 54979
- 54983
- 55001
- 55009
- 55021
- 55049
- 55051
- 55057
- 55061
- 55073
- 55079
- 55103
- 55109
- 55117
- 55127
- 55147
- 55163
- 55171
- 55201
- 55207
- 55213
- 55217
- 55219
- 55229
- 55243
- 55249
- 55259
- 55291
- 55313
- 55331
- 55333
- 55337
- 55339
- 55343
- 55351
- 55373
- 55381
- 55399
- 55411
- 55439
- 55441
- 55457
- 55469
- 55487
- 55501
- 55511
- 55529
- 55541
- 55547
- 55579
- 55589
- 55603
- 55609
- 55619
- 55621
- 55631
- 55633
- 55639
- 55661
- 55663
- 55667
- 55673
- 55681
- 55691
- 55697
- 55711
- 55717
- 55721
- 55733
- 55763
- 55787
- 55793
- 55799
- 55807
- 55813
- 55817
- 55819
- 55823
- 55829
- 55837
- 55843
- 55849
- 55871
- 55889
- 55897
- 55901
- 55903
- 55921
- 55927
- 55931
- 55933
- 55949
- 55967
- 55987
- 55997
- 56003
- 56009
- 56039
- 56041
- 56053
- 56081
- 56087
- 56093
- 56099
- 56101
- 56113
- 56123
- 56131
- 56149
- 56167
- 56171
- 56179
- 56197
- 56207
- 56209
- 56237
- 56239
- 56249
- 56263
- 56267
- 56269
- 56299
- 56311
- 56333
- 56359
- 56369
- 56377
- 56383
- 56393
- 56401
- 56417
- 56431
- 56437
- 56443
- 56453
- 56467
- 56473
- 56477
- 56479
- 56489
- 56501
- 56503
- 56509
- 56519
- 56527
- 56531
- 56533
- 56543
- 56569
- 56591
- 56597
- 56599
- 56611
- 56629
- 56633
- 56659
- 56663
- 56671
- 56681
- 56687
- 56701
- 56711
- 56713
- 56731
- 56737
- 56747
- 56767
- 56773
- 56779
- 56783
- 56807
- 56809
- 56813
- 56821
- 56827
- 56843
- 56857
- 56873
- 56891
- 56893
- 56897
- 56909
- 56911
- 56921
- 56923
- 56929
- 56941
- 56951
- 56957
- 56963
- 56983
- 56989
- 56993
- 56999
- 57037
- 57041
- 57047
- 57059
- 57073
- 57077
- 57089
- 57097
- 57107
- 57119
- 57131
- 57139
- 57143
- 57149
- 57163
- 57173
- 57179
- 57191
- 57193
- 57203
- 57221
- 57223
- 57241
- 57251
- 57259
- 57269
- 57271
- 57283
- 57287
- 57301
- 57329
- 57331
- 57347
- 57349
- 57367
- 57373
- 57383
- 57389
- 57397
- 57413
- 57427
- 57457
- 57467
- 57487
- 57493
- 57503
- 57527
- 57529
- 57557
- 57559
- 57571
- 57587
- 57593
- 57601
- 57637
- 57641
- 57649
- 57653
- 57667
- 57679
- 57689
- 57697
- 57709
- 57713
- 57719
- 57727
- 57731
- 57737
- 57751
- 57773
- 57781
- 57787
- 57791
- 57793
- 57803
- 57809
- 57829
- 57839
- 57847
- 57853
- 57859
- 57881
- 57899
- 57901
- 57917
- 57923
- 57943
- 57947
- 57973
- 57977
- 57991
- 58013
- 58027
- 58031
- 58043
- 58049
- 58057
- 58061
- 58067
- 58073
- 58099
- 58109
- 58111
- 58129
- 58147
- 58151
- 58153
- 58169
- 58171
- 58189
- 58193
- 58199
- 58207
- 58211
- 58217
- 58229
- 58231
- 58237
- 58243
- 58271
- 58309
- 58313
- 58321
- 58337
- 58363
- 58367
- 58369
- 58379
- 58391
- 58393
- 58403
- 58411
- 58417
- 58427
- 58439
- 58441
- 58451
- 58453
- 58477
- 58481
- 58511
- 58537
- 58543
- 58549
- 58567
- 58573
- 58579
- 58601
- 58603
- 58613
- 58631
- 58657
- 58661
- 58679
- 58687
- 58693
- 58699
- 58711
- 58727
- 58733
- 58741
- 58757
- 58763
- 58771
- 58787
- 58789
- 58831
- 58889
- 58897
- 58901
- 58907
- 58909
- 58913
- 58921
- 58937
- 58943
- 58963
- 58967
- 58979
- 58991
- 58997
- 59009
- 59011
- 59021
- 59023
- 59029
- 59051
- 59053
- 59063
- 59069
- 59077
- 59083
- 59093
- 59107
- 59113
- 59119
- 59123
- 59141
- 59149
- 59159
- 59167
- 59183
- 59197
- 59207
- 59209
- 59219
- 59221
- 59233
- 59239
- 59243
- 59263
- 59273
- 59281
- 59333
- 59341
- 59351
- 59357
- 59359
- 59369
- 59377
- 59387
- 59393
- 59399
- 59407
- 59417
- 59419
- 59441
- 59443
- 59447
- 59453
- 59467
- 59471
- 59473
- 59497
- 59509
- 59513
- 59539
- 59557
- 59561
- 59567
- 59581
- 59611
- 59617
- 59621
- 59627
- 59629
- 59651
- 59659
- 59663
- 59669
- 59671
- 59693
- 59699
- 59707
- 59723
- 59729
- 59743
- 59747
- 59753
- 59771
- 59779
- 59791
- 59797
- 59809
- 59833
- 59863
- 59879
- 59887
- 59921
- 59929
- 59951
- 59957
- 59971
- 59981
- 59999
- 60013
- 60017
- 60029
- 60037
- 60041
- 60077
- 60083
- 60089
- 60091
- 60101
- 60103
- 60107
- 60127
- 60133
- 60139
- 60149
- 60161
- 60167
- 60169
- 60209
- 60217
- 60223
- 60251
- 60257
- 60259
- 60271
- 60289
- 60293
- 60317
- 60331
- 60337
- 60343
- 60353
- 60373
- 60383
- 60397
- 60413
- 60427
- 60443
- 60449
- 60457
- 60493
- 60497
- 60509
- 60521
- 60527
- 60539
- 60589
- 60601
- 60607
- 60611
- 60617
- 60623
- 60631
- 60637
- 60647
- 60649
- 60659
- 60661
- 60679
- 60689
- 60703
- 60719
- 60727
- 60733
- 60737
- 60757
- 60761
- 60763
- 60773
- 60779
- 60793
- 60811
- 60821
- 60859
- 60869
- 60887
- 60889
- 60899
- 60901
- 60913
- 60917
- 60919
- 60923
- 60937
- 60943
- 60953
- 60961
- 61001
- 61007
- 61027
- 61031
- 61043
- 61051
- 61057
- 61091
- 61099
- 61121
- 61129
- 61141
- 61151
- 61153
- 61169
- 61211
- 61223
- 61231
- 61253
- 61261
- 61283
- 61291
- 61297
- 61331
- 61333
- 61339
- 61343
- 61357
- 61363
- 61379
- 61381
- 61403
- 61409
- 61417
- 61441
- 61463
- 61469
- 61471
- 61483
- 61487
- 61493
- 61507
- 61511
- 61519
- 61543
- 61547
- 61553
- 61559
- 61561
- 61583
- 61603
- 61609
- 61613
- 61627
- 61631
- 61637
- 61643
- 61651
- 61657
- 61667
- 61673
- 61681
- 61687
- 61703
- 61717
- 61723
- 61729
- 61751
- 61757
- 61781
- 61813
- 61819
- 61837
- 61843
- 61861
- 61871
- 61879
- 61909
- 61927
- 61933
- 61949
- 61961
- 61967
- 61979
- 61981
- 61987
- 61991
- 62003
- 62011
- 62017
- 62039
- 62047
- 62053
- 62057
- 62071
- 62081
- 62099
- 62119
- 62129
- 62131
- 62137
- 62141
- 62143
- 62171
- 62189
- 62191
- 62201
- 62207
- 62213
- 62219
- 62233
- 62273
- 62297
- 62299
- 62303
- 62311
- 62323
- 62327
- 62347
- 62351
- 62383
- 62401
- 62417
- 62423
- 62459
- 62467
- 62473
- 62477
- 62483
- 62497
- 62501
- 62507
- 62533
- 62539
- 62549
- 62563
- 62581
- 62591
- 62597
- 62603
- 62617
- 62627
- 62633
- 62639
- 62653
- 62659
- 62683
- 62687
- 62701
- 62723
- 62731
- 62743
- 62753
- 62761
- 62773
- 62791
- 62801
- 62819
- 62827
- 62851
- 62861
- 62869
- 62873
- 62897
- 62903
- 62921
- 62927
- 62929
- 62939
- 62969
- 62971
- 62981
- 62983
- 62987
- 62989
- 63029
- 63031
- 63059
- 63067
- 63073
- 63079
- 63097
- 63103
- 63113
- 63127
- 63131
- 63149
- 63179
- 63197
- 63199
- 63211
- 63241
- 63247
- 63277
- 63281
- 63299
- 63311
- 63313
- 63317
- 63331
- 63337
- 63347
- 63353
- 63361
- 63367
- 63377
- 63389
- 63391
- 63397
- 63409
- 63419
- 63421
- 63439
- 63443
- 63463
- 63467
- 63473
- 63487
- 63493
- 63499
- 63521
- 63527
- 63533
- 63541
- 63559
- 63577
- 63587
- 63589
- 63599
- 63601
- 63607
- 63611
- 63617
- 63629
- 63647
- 63649
- 63659
- 63667
- 63671
- 63689
- 63691
- 63697
- 63703
- 63709
- 63719
- 63727
- 63737
- 63743
- 63761
- 63773
- 63781
- 63793
- 63799
- 63803
- 63809
- 63823
- 63839
- 63841
- 63853
- 63857
- 63863
- 63901
- 63907
- 63913
- 63929
- 63949
- 63977
- 63997
- 64007
- 64013
- 64019
- 64033
- 64037
- 64063
- 64067
- 64081
- 64091
- 64109
- 64123
- 64151
- 64153
- 64157
- 64171
- 64187
- 64189
- 64217
- 64223
- 64231
- 64237
- 64271
- 64279
- 64283
- 64301
- 64303
- 64319
- 64327
- 64333
- 64373
- 64381
- 64399
- 64403
- 64433
- 64439
- 64451
- 64453
- 64483
- 64489
- 64499
- 64513
- 64553
- 64567
- 64577
- 64579
- 64591
- 64601
- 64609
- 64613
- 64621
- 64627
- 64633
- 64661
- 64663
- 64667
- 64679
- 64693
- 64709
- 64717
- 64747
- 64763
- 64781
- 64783
- 64793
- 64811
- 64817
- 64849
- 64853
- 64871
- 64877
- 64879
- 64891
- 64901
- 64919
- 64921
- 64927
- 64937
- 64951
- 64969
- 64997
- 65003
- 65011
- 65027
- 65029
- 65033
- 65053
- 65063
- 65071
- 65089
- 65099
- 65101
- 65111
- 65119
- 65123
- 65129
- 65141
- 65147
- 65167
- 65171
- 65173
- 65179
- 65183
- 65203
- 65213
- 65239
- 65257
- 65267
- 65269
- 65287
- 65293
- 65309
- 65323
- 65327
- 65353
- 65357
- 65371
- 65381
- 65393
- 65407
- 65413
- 65419
- 65423
- 65437
- 65447
- 65449
- 65479
- 65497
- 65519
- 65521
- 65537
- 65539
- 65543
- 65551
- 65557
- 65563
- 65579
- 65581
- 65587
- 65599
- 65609
- 65617
- 65629
- 65633
- 65647
- 65651
- 65657
- 65677
- 65687
- 65699
- 65701
- 65707
- 65713
- 65717
- 65719
- 65729
- 65731
- 65761
- 65777
- 65789
- 65809
- 65827
- 65831
- 65837
- 65839
- 65843
- 65851
- 65867
- 65881
- 65899
- 65921
- 65927
- 65929
- 65951
- 65957
- 65963
- 65981
- 65983
- 65993
- 66029
- 66037
- 66041
- 66047
- 66067
- 66071
- 66083
- 66089
- 66103
- 66107
- 66109
- 66137
- 66161
- 66169
- 66173
- 66179
- 66191
- 66221
- 66239
- 66271
- 66293
- 66301
- 66337
- 66343
- 66347
- 66359
- 66361
- 66373
- 66377
- 66383
- 66403
- 66413
- 66431
- 66449
- 66457
- 66463
- 66467
- 66491
- 66499
- 66509
- 66523
- 66529
- 66533
- 66541
- 66553
- 66569
- 66571
- 66587
- 66593
- 66601
- 66617
- 66629
- 66643
- 66653
- 66683
- 66697
- 66701
- 66713
- 66721
- 66733
- 66739
- 66749
- 66751
- 66763
- 66791
- 66797
- 66809
- 66821
- 66841
- 66851
- 66853
- 66863
- 66877
- 66883
- 66889
- 66919
- 66923
- 66931
- 66943
- 66947
- 66949
- 66959
- 66973
- 66977
- 67003
- 67021
- 67033
- 67043
- 67049
- 67057
- 67061
- 67073
- 67079
- 67103
- 67121
- 67129
- 67139
- 67141
- 67153
- 67157
- 67169
- 67181
- 67187
- 67189
- 67211
- 67213
- 67217
- 67219
- 67231
- 67247
- 67261
- 67271
- 67273
- 67289
- 67307
- 67339
- 67343
- 67349
- 67369
- 67391
- 67399
- 67409
- 67411
- 67421
- 67427
- 67429
- 67433
- 67447
- 67453
- 67477
- 67481
- 67489
- 67493
- 67499
- 67511
- 67523
- 67531
- 67537
- 67547
- 67559
- 67567
- 67577
- 67579
- 67589
- 67601
- 67607
- 67619
- 67631
- 67651
- 67679
- 67699
- 67709
- 67723
- 67733
- 67741
- 67751
- 67757
- 67759
- 67763
- 67777
- 67783
- 67789
- 67801
- 67807
- 67819
- 67829
- 67843
- 67853
- 67867
- 67883
- 67891
- 67901
- 67927
- 67931
- 67933
- 67939
- 67943
- 67957
- 67961
- 67967
- 67979
- 67987
- 67993
- 68023
- 68041
- 68053
- 68059
- 68071
- 68087
- 68099
- 68111
- 68113
- 68141
- 68147
- 68161
- 68171
- 68207
- 68209
- 68213
- 68219
- 68227
- 68239
- 68261
- 68279
- 68281
- 68311
- 68329
- 68351
- 68371
- 68389
- 68399
- 68437
- 68443
- 68447
- 68449
- 68473
- 68477
- 68483
- 68489
- 68491
- 68501
- 68507
- 68521
- 68531
- 68539
- 68543
- 68567
- 68581
- 68597
- 68611
- 68633
- 68639
- 68659
- 68669
- 68683
- 68687
- 68699
- 68711
- 68713
- 68729
- 68737
- 68743
- 68749
- 68767
- 68771
- 68777
- 68791
- 68813
- 68819
- 68821
- 68863
- 68879
- 68881
- 68891
- 68897
- 68899
- 68903
- 68909
- 68917
- 68927
- 68947
- 68963
- 68993
- 69001
- 69011
- 69019
- 69029
- 69031
- 69061
- 69067
- 69073
- 69109
- 69119
- 69127
- 69143
- 69149
- 69151
- 69163
- 69191
- 69193
- 69197
- 69203
- 69221
- 69233
- 69239
- 69247
- 69257
- 69259
- 69263
- 69313
- 69317
- 69337
- 69341
- 69371
- 69379
- 69383
- 69389
- 69401
- 69403
- 69427
- 69431
- 69439
- 69457
- 69463
- 69467
- 69473
- 69481
- 69491
- 69493
- 69497
- 69499
- 69539
- 69557
- 69593
- 69623
- 69653
- 69661
- 69677
- 69691
- 69697
- 69709
- 69737
- 69739
- 69761
- 69763
- 69767
- 69779
- 69809
- 69821
- 69827
- 69829
- 69833
- 69847
- 69857
- 69859
- 69877
- 69899
- 69911
- 69929
- 69931
- 69941
- 69959
- 69991
- 69997
- 70001
- 70003
- 70009
- 70019
- 70039
- 70051
- 70061
- 70067
- 70079
- 70099
- 70111
- 70117
- 70121
- 70123
- 70139
- 70141
- 70157
- 70163
- 70177
- 70181
- 70183
- 70199
- 70201
- 70207
- 70223
- 70229
- 70237
- 70241
- 70249
- 70271
- 70289
- 70297
- 70309
- 70313
- 70321
- 70327
- 70351
- 70373
- 70379
- 70381
- 70393
- 70423
- 70429
- 70439
- 70451
- 70457
- 70459
- 70481
- 70487
- 70489
- 70501
- 70507
- 70529
- 70537
- 70549
- 70571
- 70573
- 70583
- 70589
- 70607
- 70619
- 70621
- 70627
- 70639
- 70657
- 70663
- 70667
- 70687
- 70709
- 70717
- 70729
- 70753
- 70769
- 70783
- 70793
- 70823
- 70841
- 70843
- 70849
- 70853
- 70867
- 70877
- 70879
- 70891
- 70901
- 70913
- 70919
- 70921
- 70937
- 70949
- 70951
- 70957
- 70969
- 70979
- 70981
- 70991
- 70997
- 70999
- 71011
- 71023
- 71039
- 71059
- 71069
- 71081
- 71089
- 71119
- 71129
- 71143
- 71147
- 71153
- 71161
- 71167
- 71171
- 71191
- 71209
- 71233
- 71237
- 71249
- 71257
- 71261
- 71263
- 71287
- 71293
- 71317
- 71327
- 71329
- 71333
- 71339
- 71341
- 71347
- 71353
- 71359
- 71363
- 71387
- 71389
- 71399
- 71411
- 71413
- 71419
- 71429
- 71437
- 71443
- 71453
- 71471
- 71473
- 71479
- 71483
- 71503
- 71527
- 71537
- 71549
- 71551
- 71563
- 71569
- 71593
- 71597
- 71633
- 71647
- 71663
- 71671
- 71693
- 71699
- 71707
- 71711
- 71713
- 71719
- 71741
- 71761
- 71777
- 71789
- 71807
- 71809
- 71821
- 71837
- 71843
- 71849
- 71861
- 71867
- 71879
- 71881
- 71887
- 71899
- 71909
- 71917
- 71933
- 71941
- 71947
- 71963
- 71971
- 71983
- 71987
- 71993
- 71999
- 72019
- 72031
- 72043
- 72047
- 72053
- 72073
- 72077
- 72089
- 72091
- 72101
- 72103
- 72109
- 72139
- 72161
- 72167
- 72169
- 72173
- 72211
- 72221
- 72223
- 72227
- 72229
- 72251
- 72253
- 72269
- 72271
- 72277
- 72287
- 72307
- 72313
- 72337
- 72341
- 72353
- 72367
- 72379
- 72383
- 72421
- 72431
- 72461
- 72467
- 72469
- 72481
- 72493
- 72497
- 72503
- 72533
- 72547
- 72551
- 72559
- 72577
- 72613
- 72617
- 72623
- 72643
- 72647
- 72649
- 72661
- 72671
- 72673
- 72679
- 72689
- 72701
- 72707
- 72719
- 72727
- 72733
- 72739
- 72763
- 72767
- 72797
- 72817
- 72823
- 72859
- 72869
- 72871
- 72883
- 72889
- 72893
- 72901
- 72907
- 72911
- 72923
- 72931
- 72937
- 72949
- 72953
- 72959
- 72973
- 72977
- 72997
- 73009
- 73013
- 73019
- 73037
- 73039
- 73043
- 73061
- 73063
- 73079
- 73091
- 73121
- 73127
- 73133
- 73141
- 73181
- 73189
- 73237
- 73243
- 73259
- 73277
- 73291
- 73303
- 73309
- 73327
- 73331
- 73351
- 73361
- 73363
- 73369
- 73379
- 73387
- 73417
- 73421
- 73433
- 73453
- 73459
- 73471
- 73477
- 73483
- 73517
- 73523
- 73529
- 73547
- 73553
- 73561
- 73571
- 73583
- 73589
- 73597
- 73607
- 73609
- 73613
- 73637
- 73643
- 73651
- 73673
- 73679
- 73681
- 73693
- 73699
- 73709
- 73721
- 73727
- 73751
- 73757
- 73771
- 73783
- 73819
- 73823
- 73847
- 73849
- 73859
- 73867
- 73877
- 73883
- 73897
- 73907
- 73939
- 73943
- 73951
- 73961
- 73973
- 73999
- 74017
- 74021
- 74027
- 74047
- 74051
- 74071
- 74077
- 74093
- 74099
- 74101
- 74131
- 74143
- 74149
- 74159
- 74161
- 74167
- 74177
- 74189
- 74197
- 74201
- 74203
- 74209
- 74219
- 74231
- 74257
- 74279
- 74287
- 74293
- 74297
- 74311
- 74317
- 74323
- 74353
- 74357
- 74363
- 74377
- 74381
- 74383
- 74411
- 74413
- 74419
- 74441
- 74449
- 74453
- 74471
- 74489
- 74507
- 74509
- 74521
- 74527
- 74531
- 74551
- 74561
- 74567
- 74573
- 74587
- 74597
- 74609
- 74611
- 74623
- 74653
- 74687
- 74699
- 74707
- 74713
- 74717
- 74719
- 74729
- 74731
- 74747
- 74759
- 74761
- 74771
- 74779
- 74797
- 74821
- 74827
- 74831
- 74843
- 74857
- 74861
- 74869
- 74873
- 74887
- 74891
- 74897
- 74903
- 74923
- 74929
- 74933
- 74941
- 74959
- 75011
- 75013
- 75017
- 75029
- 75037
- 75041
- 75079
- 75083
- 75109
- 75133
- 75149
- 75161
- 75167
- 75169
- 75181
- 75193
- 75209
- 75211
- 75217
- 75223
- 75227
- 75239
- 75253
- 75269
- 75277
- 75289
- 75307
- 75323
- 75329
- 75337
- 75347
- 75353
- 75367
- 75377
- 75389
- 75391
- 75401
- 75403
- 75407
- 75431
- 75437
- 75479
- 75503
- 75511
- 75521
- 75527
- 75533
- 75539
- 75541
- 75553
- 75557
- 75571
- 75577
- 75583
- 75611
- 75617
- 75619
- 75629
- 75641
- 75653
- 75659
- 75679
- 75683
- 75689
- 75703
- 75707
- 75709
- 75721
- 75731
- 75743
- 75767
- 75773
- 75781
- 75787
- 75793
- 75797
- 75821
- 75833
- 75853
- 75869
- 75883
- 75913
- 75931
- 75937
- 75941
- 75967
- 75979
- 75983
- 75989
- 75991
- 75997
- 76001
- 76003
- 76031
- 76039
- 76079
- 76081
- 76091
- 76099
- 76103
- 76123
- 76129
- 76147
- 76157
- 76159
- 76163
- 76207
- 76213
- 76231
- 76243
- 76249
- 76253
- 76259
- 76261
- 76283
- 76289
- 76303
- 76333
- 76343
- 76367
- 76369
- 76379
- 76387
- 76403
- 76421
- 76423
- 76441
- 76463
- 76471
- 76481
- 76487
- 76493
- 76507
- 76511
- 76519
- 76537
- 76541
- 76543
- 76561
- 76579
- 76597
- 76603
- 76607
- 76631
- 76649
- 76651
- 76667
- 76673
- 76679
- 76697
- 76717
- 76733
- 76753
- 76757
- 76771
- 76777
- 76781
- 76801
- 76819
- 76829
- 76831
- 76837
- 76847
- 76871
- 76873
- 76883
- 76907
- 76913
- 76919
- 76943
- 76949
- 76961
- 76963
- 76991
- 77003
- 77017
- 77023
- 77029
- 77041
- 77047
- 77069
- 77081
- 77093
- 77101
- 77137
- 77141
- 77153
- 77167
- 77171
- 77191
- 77201
- 77213
- 77237
- 77239
- 77243
- 77249
- 77261
- 77263
- 77267
- 77269
- 77279
- 77291
- 77317
- 77323
- 77339
- 77347
- 77351
- 77359
- 77369
- 77377
- 77383
- 77417
- 77419
- 77431
- 77447
- 77471
- 77477
- 77479
- 77489
- 77491
- 77509
- 77513
- 77521
- 77527
- 77543
- 77549
- 77551
- 77557
- 77563
- 77569
- 77573
- 77587
- 77591
- 77611
- 77617
- 77621
- 77641
- 77647
- 77659
- 77681
- 77687
- 77689
- 77699
- 77711
- 77713
- 77719
- 77723
- 77731
- 77743
- 77747
- 77761
- 77773
- 77783
- 77797
- 77801
- 77813
- 77839
- 77849
- 77863
- 77867
- 77893
- 77899
- 77929
- 77933
- 77951
- 77969
- 77977
- 77983
- 77999
- 78007
- 78017
- 78031
- 78041
- 78049
- 78059
- 78079
- 78101
- 78121
- 78137
- 78139
- 78157
- 78163
- 78167
- 78173
- 78179
- 78191
- 78193
- 78203
- 78229
- 78233
- 78241
- 78259
- 78277
- 78283
- 78301
- 78307
- 78311
- 78317
- 78341
- 78347
- 78367
- 78401
- 78427
- 78437
- 78439
- 78467
- 78479
- 78487
- 78497
- 78509
- 78511
- 78517
- 78539
- 78541
- 78553
- 78569
- 78571
- 78577
- 78583
- 78593
- 78607
- 78623
- 78643
- 78649
- 78653
- 78691
- 78697
- 78707
- 78713
- 78721
- 78737
- 78779
- 78781
- 78787
- 78791
- 78797
- 78803
- 78809
- 78823
- 78839
- 78853
- 78857
- 78877
- 78887
- 78889
- 78893
- 78901
- 78919
- 78929
- 78941
- 78977
- 78979
- 78989
- 79031
- 79039
- 79043
- 79063
- 79087
- 79103
- 79111
- 79133
- 79139
- 79147
- 79151
- 79153
- 79159
- 79181
- 79187
- 79193
- 79201
- 79229
- 79231
- 79241
- 79259
- 79273
- 79279
- 79283
- 79301
- 79309
- 79319
- 79333
- 79337
- 79349
- 79357
- 79367
- 79379
- 79393
- 79397
- 79399
- 79411
- 79423
- 79427
- 79433
- 79451
- 79481
- 79493
- 79531
- 79537
- 79549
- 79559
- 79561
- 79579
- 79589
- 79601
- 79609
- 79613
- 79621
- 79627
- 79631
- 79633
- 79657
- 79669
- 79687
- 79691
- 79693
- 79697
- 79699
- 79757
- 79769
- 79777
- 79801
- 79811
- 79813
- 79817
- 79823
- 79829
- 79841
- 79843
- 79847
- 79861
- 79867
- 79873
- 79889
- 79901
- 79903
- 79907
- 79939
- 79943
- 79967
- 79973
- 79979
- 79987
- 79997
- 79999
- 80021
- 80039
- 80051
- 80071
- 80077
- 80107
- 80111
- 80141
- 80147
- 80149
- 80153
- 80167
- 80173
- 80177
- 80191
- 80207
- 80209
- 80221
- 80231
- 80233
- 80239
- 80251
- 80263
- 80273
- 80279
- 80287
- 80309
- 80317
- 80329
- 80341
- 80347
- 80363
- 80369
- 80387
- 80407
- 80429
- 80447
- 80449
- 80471
- 80473
- 80489
- 80491
- 80513
- 80527
- 80537
- 80557
- 80567
- 80599
- 80603
- 80611
- 80621
- 80627
- 80629
- 80651
- 80657
- 80669
- 80671
- 80677
- 80681
- 80683
- 80687
- 80701
- 80713
- 80737
- 80747
- 80749
- 80761
- 80777
- 80779
- 80783
- 80789
- 80803
- 80809
- 80819
- 80831
- 80833
- 80849
- 80863
- 80897
- 80909
- 80911
- 80917
- 80923
- 80929
- 80933
- 80953
- 80963
- 80989
- 81001
- 81013
- 81017
- 81019
- 81023
- 81031
- 81041
- 81043
- 81047
- 81049
- 81071
- 81077
- 81083
- 81097
- 81101
- 81119
- 81131
- 81157
- 81163
- 81173
- 81181
- 81197
- 81199
- 81203
- 81223
- 81233
- 81239
- 81281
- 81283
- 81293
- 81299
- 81307
- 81331
- 81343
- 81349
- 81353
- 81359
- 81371
- 81373
- 81401
- 81409
- 81421
- 81439
- 81457
- 81463
- 81509
- 81517
- 81527
- 81533
- 81547
- 81551
- 81553
- 81559
- 81563
- 81569
- 81611
- 81619
- 81629
- 81637
- 81647
- 81649
- 81667
- 81671
- 81677
- 81689
- 81701
- 81703
- 81707
- 81727
- 81737
- 81749
- 81761
- 81769
- 81773
- 81799
- 81817
- 81839
- 81847
- 81853
- 81869
- 81883
- 81899
- 81901
- 81919
- 81929
- 81931
- 81937
- 81943
- 81953
- 81967
- 81971
- 81973
- 82003
- 82007
- 82009
- 82013
- 82021
- 82031
- 82037
- 82039
- 82051
- 82067
- 82073
- 82129
- 82139
- 82141
- 82153
- 82163
- 82171
- 82183
- 82189
- 82193
- 82207
- 82217
- 82219
- 82223
- 82231
- 82237
- 82241
- 82261
- 82267
- 82279
- 82301
- 82307
- 82339
- 82349
- 82351
- 82361
- 82373
- 82387
- 82393
- 82421
- 82457
- 82463
- 82469
- 82471
- 82483
- 82487
- 82493
- 82499
- 82507
- 82529
- 82531
- 82549
- 82559
- 82561
- 82567
- 82571
- 82591
- 82601
- 82609
- 82613
- 82619
- 82633
- 82651
- 82657
- 82699
- 82721
- 82723
- 82727
- 82729
- 82757
- 82759
- 82763
- 82781
- 82787
- 82793
- 82799
- 82811
- 82813
- 82837
- 82847
- 82883
- 82889
- 82891
- 82903
- 82913
- 82939
- 82963
- 82981
- 82997
- 83003
- 83009
- 83023
- 83047
- 83059
- 83063
- 83071
- 83077
- 83089
- 83093
- 83101
- 83117
- 83137
- 83177
- 83203
- 83207
- 83219
- 83221
- 83227
- 83231
- 83233
- 83243
- 83257
- 83267
- 83269
- 83273
- 83299
- 83311
- 83339
- 83341
- 83357
- 83383
- 83389
- 83399
- 83401
- 83407
- 83417
- 83423
- 83431
- 83437
- 83443
- 83449
- 83459
- 83471
- 83477
- 83497
- 83537
- 83557
- 83561
- 83563
- 83579
- 83591
- 83597
- 83609
- 83617
- 83621
- 83639
- 83641
- 83653
- 83663
- 83689
- 83701
- 83717
- 83719
- 83737
- 83761
- 83773
- 83777
- 83791
- 83813
- 83833
- 83843
- 83857
- 83869
- 83873
- 83891
- 83903
- 83911
- 83921
- 83933
- 83939
- 83969
- 83983
- 83987
- 84011
- 84017
- 84047
- 84053
- 84059
- 84061
- 84067
- 84089
- 84121
- 84127
- 84131
- 84137
- 84143
- 84163
- 84179
- 84181
- 84191
- 84199
- 84211
- 84221
- 84223
- 84229
- 84239
- 84247
- 84263
- 84299
- 84307
- 84313
- 84317
- 84319
- 84347
- 84349
- 84377
- 84389
- 84391
- 84401
- 84407
- 84421
- 84431
- 84437
- 84443
- 84449
- 84457
- 84463
- 84467
- 84481
- 84499
- 84503
- 84509
- 84521
- 84523
- 84533
- 84551
- 84559
- 84589
- 84629
- 84631
- 84649
- 84653
- 84659
- 84673
- 84691
- 84697
- 84701
- 84713
- 84719
- 84731
- 84737
- 84751
- 84761
- 84787
- 84793
- 84809
- 84811
- 84827
- 84857
- 84859
- 84869
- 84871
- 84913
- 84919
- 84947
- 84961
- 84967
- 84977
- 84979
- 84991
- 85009
- 85021
- 85027
- 85037
- 85049
- 85061
- 85081
- 85087
- 85091
- 85093
- 85103
- 85109
- 85121
- 85133
- 85147
- 85159
- 85193
- 85199
- 85201
- 85213
- 85223
- 85229
- 85237
- 85243
- 85247
- 85259
- 85297
- 85303
- 85313
- 85331
- 85333
- 85361
- 85363
- 85369
- 85381
- 85411
- 85427
- 85429
- 85439
- 85447
- 85451
- 85453
- 85469
- 85487
- 85513
- 85517
- 85523
- 85531
- 85549
- 85571
- 85577
- 85597
- 85601
- 85607
- 85619
- 85621
- 85627
- 85639
- 85643
- 85661
- 85667
- 85669
- 85691
- 85703
- 85711
- 85717
- 85733
- 85751
- 85781
- 85793
- 85817
- 85819
- 85829
- 85831
- 85837
- 85843
- 85847
- 85853
- 85889
- 85903
- 85909
- 85931
- 85933
- 85991
- 85999
- 86011
- 86017
- 86027
- 86029
- 86069
- 86077
- 86083
- 86111
- 86113
- 86117
- 86131
- 86137
- 86143
- 86161
- 86171
- 86179
- 86183
- 86197
- 86201
- 86209
- 86239
- 86243
- 86249
- 86257
- 86263
- 86269
- 86287
- 86291
- 86293
- 86297
- 86311
- 86323
- 86341
- 86351
- 86353
- 86357
- 86369
- 86371
- 86381
- 86389
- 86399
- 86413
- 86423
- 86441
- 86453
- 86461
- 86467
- 86477
- 86491
- 86501
- 86509
- 86531
- 86533
- 86539
- 86561
- 86573
- 86579
- 86587
- 86599
- 86627
- 86629
- 86677
- 86689
- 86693
- 86711
- 86719
- 86729
- 86743
- 86753
- 86767
- 86771
- 86783
- 86813
- 86837
- 86843
- 86851
- 86857
- 86861
- 86869
- 86923
- 86927
- 86929
- 86939
- 86951
- 86959
- 86969
- 86981
- 86993
- 87011
- 87013
- 87037
- 87041
- 87049
- 87071
- 87083
- 87103
- 87107
- 87119
- 87121
- 87133
- 87149
- 87151
- 87179
- 87181
- 87187
- 87211
- 87221
- 87223
- 87251
- 87253
- 87257
- 87277
- 87281
- 87293
- 87299
- 87313
- 87317
- 87323
- 87337
- 87359
- 87383
- 87403
- 87407
- 87421
- 87427
- 87433
- 87443
- 87473
- 87481
- 87491
- 87509
- 87511
- 87517
- 87523
- 87539
- 87541
- 87547
- 87553
- 87557
- 87559
- 87583
- 87587
- 87589
- 87613
- 87623
- 87629
- 87631
- 87641
- 87643
- 87649
- 87671
- 87679
- 87683
- 87691
- 87697
- 87701
- 87719
- 87721
- 87739
- 87743
- 87751
- 87767
- 87793
- 87797
- 87803
- 87811
- 87833
- 87853
- 87869
- 87877
- 87881
- 87887
- 87911
- 87917
- 87931
- 87943
- 87959
- 87961
- 87973
- 87977
- 87991
- 88001
- 88003
- 88007
- 88019
- 88037
- 88069
- 88079
- 88093
- 88117
- 88129
- 88169
- 88177
- 88211
- 88223
- 88237
- 88241
- 88259
- 88261
- 88289
- 88301
- 88321
- 88327
- 88337
- 88339
- 88379
- 88397
- 88411
- 88423
- 88427
- 88463
- 88469
- 88471
- 88493
- 88499
- 88513
- 88523
- 88547
- 88589
- 88591
- 88607
- 88609
- 88643
- 88651
- 88657
- 88661
- 88663
- 88667
- 88681
- 88721
- 88729
- 88741
- 88747
- 88771
- 88789
- 88793
- 88799
- 88801
- 88807
- 88811
- 88813
- 88817
- 88819
- 88843
- 88853
- 88861
- 88867
- 88873
- 88883
- 88897
- 88903
- 88919
- 88937
- 88951
- 88969
- 88993
- 88997
- 89003
- 89009
- 89017
- 89021
- 89041
- 89051
- 89057
- 89069
- 89071
- 89083
- 89087
- 89101
- 89107
- 89113
- 89119
- 89123
- 89137
- 89153
- 89189
- 89203
- 89209
- 89213
- 89227
- 89231
- 89237
- 89261
- 89269
- 89273
- 89293
- 89303
- 89317
- 89329
- 89363
- 89371
- 89381
- 89387
- 89393
- 89399
- 89413
- 89417
- 89431
- 89443
- 89449
- 89459
- 89477
- 89491
- 89501
- 89513
- 89519
- 89521
- 89527
- 89533
- 89561
- 89563
- 89567
- 89591
- 89597
- 89599
- 89603
- 89611
- 89627
- 89633
- 89653
- 89657
- 89659
- 89669
- 89671
- 89681
- 89689
- 89753
- 89759
- 89767
- 89779
- 89783
- 89797
- 89809
- 89819
- 89821
- 89833
- 89839
- 89849
- 89867
- 89891
- 89897
- 89899
- 89909
- 89917
- 89923
- 89939
- 89959
- 89963
- 89977
- 89983
- 89989
- 90001
- 90007
- 90011
- 90017
- 90019
- 90023
- 90031
- 90053
- 90059
- 90067
- 90071
- 90073
- 90089
- 90107
- 90121
- 90127
- 90149
- 90163
- 90173
- 90187
- 90191
- 90197
- 90199
- 90203
- 90217
- 90227
- 90239
- 90247
- 90263
- 90271
- 90281
- 90289
- 90313
- 90353
- 90359
- 90371
- 90373
- 90379
- 90397
- 90401
- 90403
- 90407
- 90437
- 90439
- 90469
- 90473
- 90481
- 90499
- 90511
- 90523
- 90527
- 90529
- 90533
- 90547
- 90583
- 90599
- 90617
- 90619
- 90631
- 90641
- 90647
- 90659
- 90677
- 90679
- 90697
- 90703
- 90709
- 90731
- 90749
- 90787
- 90793
- 90803
- 90821
- 90823
- 90833
- 90841
- 90847
- 90863
- 90887
- 90901
- 90907
- 90911
- 90917
- 90931
- 90947
- 90971
- 90977
- 90989
- 90997
- 91009
- 91019
- 91033
- 91079
- 91081
- 91097
- 91099
- 91121
- 91127
- 91129
- 91139
- 91141
- 91151
- 91153
- 91159
- 91163
- 91183
- 91193
- 91199
- 91229
- 91237
- 91243
- 91249
- 91253
- 91283
- 91291
- 91297
- 91303
- 91309
- 91331
- 91367
- 91369
- 91373
- 91381
- 91387
- 91393
- 91397
- 91411
- 91423
- 91433
- 91453
- 91457
- 91459
- 91463
- 91493
- 91499
- 91513
- 91529
- 91541
- 91571
- 91573
- 91577
- 91583
- 91591
- 91621
- 91631
- 91639
- 91673
- 91691
- 91703
- 91711
- 91733
- 91753
- 91757
- 91771
- 91781
- 91801
- 91807
- 91811
- 91813
- 91823
- 91837
- 91841
- 91867
- 91873
- 91909
- 91921
- 91939
- 91943
- 91951
- 91957
- 91961
- 91967
- 91969
- 91997
- 92003
- 92009
- 92033
- 92041
- 92051
- 92077
- 92083
- 92107
- 92111
- 92119
- 92143
- 92153
- 92173
- 92177
- 92179
- 92189
- 92203
- 92219
- 92221
- 92227
- 92233
- 92237
- 92243
- 92251
- 92269
- 92297
- 92311
- 92317
- 92333
- 92347
- 92353
- 92357
- 92363
- 92369
- 92377
- 92381
- 92383
- 92387
- 92399
- 92401
- 92413
- 92419
- 92431
- 92459
- 92461
- 92467
- 92479
- 92489
- 92503
- 92507
- 92551
- 92557
- 92567
- 92569
- 92581
- 92593
- 92623
- 92627
- 92639
- 92641
- 92647
- 92657
- 92669
- 92671
- 92681
- 92683
- 92693
- 92699
- 92707
- 92717
- 92723
- 92737
- 92753
- 92761
- 92767
- 92779
- 92789
- 92791
- 92801
- 92809
- 92821
- 92831
- 92849
- 92857
- 92861
- 92863
- 92867
- 92893
- 92899
- 92921
- 92927
- 92941
- 92951
- 92957
- 92959
- 92987
- 92993
- 93001
- 93047
- 93053
- 93059
- 93077
- 93083
- 93089
- 93097
- 93103
- 93113
- 93131
- 93133
- 93139
- 93151
- 93169
- 93179
- 93187
- 93199
- 93229
- 93239
- 93241
- 93251
- 93253
- 93257
- 93263
- 93281
- 93283
- 93287
- 93307
- 93319
- 93323
- 93329
- 93337
- 93371
- 93377
- 93383
- 93407
- 93419
- 93427
- 93463
- 93479
- 93481
- 93487
- 93491
- 93493
- 93497
- 93503
- 93523
- 93529
- 93553
- 93557
- 93559
- 93563
- 93581
- 93601
- 93607
- 93629
- 93637
- 93683
- 93701
- 93703
- 93719
- 93739
- 93761
- 93763
- 93787
- 93809
- 93811
- 93827
- 93851
- 93871
- 93887
- 93889
- 93893
- 93901
- 93911
- 93913
- 93923
- 93937
- 93941
- 93949
- 93967
- 93971
- 93979
- 93983
- 93997
- 94007
- 94009
- 94033
- 94049
- 94057
- 94063
- 94079
- 94099
- 94109
- 94111
- 94117
- 94121
- 94151
- 94153
- 94169
- 94201
- 94207
- 94219
- 94229
- 94253
- 94261
- 94273
- 94291
- 94307
- 94309
- 94321
- 94327
- 94331
- 94343
- 94349
- 94351
- 94379
- 94397
- 94399
- 94421
- 94427
- 94433
- 94439
- 94441
- 94447
- 94463
- 94477
- 94483
- 94513
- 94529
- 94531
- 94541
- 94543
- 94547
- 94559
- 94561
- 94573
- 94583
- 94597
- 94603
- 94613
- 94621
- 94649
- 94651
- 94687
- 94693
- 94709
- 94723
- 94727
- 94747
- 94771
- 94777
- 94781
- 94789
- 94793
- 94811
- 94819
- 94823
- 94837
- 94841
- 94847
- 94849
- 94873
- 94889
- 94903
- 94907
- 94933
- 94949
- 94951
- 94961
- 94993
- 94999
- 95003
- 95009
- 95021
- 95027
- 95063
- 95071
- 95083
- 95087
- 95089
- 95093
- 95101
- 95107
- 95111
- 95131
- 95143
- 95153
- 95177
- 95189
- 95191
- 95203
- 95213
- 95219
- 95231
- 95233
- 95239
- 95257
- 95261
- 95267
- 95273
- 95279
- 95287
- 95311
- 95317
- 95327
- 95339
- 95369
- 95383
- 95393
- 95401
- 95413
- 95419
- 95429
- 95441
- 95443
- 95461
- 95467
- 95471
- 95479
- 95483
- 95507
- 95527
- 95531
- 95539
- 95549
- 95561
- 95569
- 95581
- 95597
- 95603
- 95617
- 95621
- 95629
- 95633
- 95651
- 95701
- 95707
- 95713
- 95717
- 95723
- 95731
- 95737
- 95747
- 95773
- 95783
- 95789
- 95791
- 95801
- 95803
- 95813
- 95819
- 95857
- 95869
- 95873
- 95881
- 95891
- 95911
- 95917
- 95923
- 95929
- 95947
- 95957
- 95959
- 95971
- 95987
- 95989
- 96001
- 96013
- 96017
- 96043
- 96053
- 96059
- 96079
- 96097
- 96137
- 96149
- 96157
- 96167
- 96179
- 96181
- 96199
- 96211
- 96221
- 96223
- 96233
- 96259
- 96263
- 96269
- 96281
- 96289
- 96293
- 96323
- 96329
- 96331
- 96337
- 96353
- 96377
- 96401
- 96419
- 96431
- 96443
- 96451
- 96457
- 96461
- 96469
- 96479
- 96487
- 96493
- 96497
- 96517
- 96527
- 96553
- 96557
- 96581
- 96587
- 96589
- 96601
- 96643
- 96661
- 96667
- 96671
- 96697
- 96703
- 96731
- 96737
- 96739
- 96749
- 96757
- 96763
- 96769
- 96779
- 96787
- 96797
- 96799
- 96821
- 96823
- 96827
- 96847
- 96851
- 96857
- 96893
- 96907
- 96911
- 96931
- 96953
- 96959
- 96973
- 96979
- 96989
- 96997
- 97001
- 97003
- 97007
- 97021
- 97039
- 97073
- 97081
- 97103
- 97117
- 97127
- 97151
- 97157
- 97159
- 97169
- 97171
- 97177
- 97187
- 97213
- 97231
- 97241
- 97259
- 97283
- 97301
- 97303
- 97327
- 97367
- 97369
- 97373
- 97379
- 97381
- 97387
- 97397
- 97423
- 97429
- 97441
- 97453
- 97459
- 97463
- 97499
- 97501
- 97511
- 97523
- 97547
- 97549
- 97553
- 97561
- 97571
- 97577
- 97579
- 97583
- 97607
- 97609
- 97613
- 97649
- 97651
- 97673
- 97687
- 97711
- 97729
- 97771
- 97777
- 97787
- 97789
- 97813
- 97829
- 97841
- 97843
- 97847
- 97849
- 97859
- 97861
- 97871
- 97879
- 97883
- 97919
- 97927
- 97931
- 97943
- 97961
- 97967
- 97973
- 97987
- 98009
- 98011
- 98017
- 98041
- 98047
- 98057
- 98081
- 98101
- 98123
- 98129
- 98143
- 98179
- 98207
- 98213
- 98221
- 98227
- 98251
- 98257
- 98269
- 98297
- 98299
- 98317
- 98321
- 98323
- 98327
- 98347
- 98369
- 98377
- 98387
- 98389
- 98407
- 98411
- 98419
- 98429
- 98443
- 98453
- 98459
- 98467
- 98473
- 98479
- 98491
- 98507
- 98519
- 98533
- 98543
- 98561
- 98563
- 98573
- 98597
- 98621
- 98627
- 98639
- 98641
- 98663
- 98669
- 98689
- 98711
- 98713
- 98717
- 98729
- 98731
- 98737
- 98773
- 98779
- 98801
- 98807
- 98809
- 98837
- 98849
- 98867
- 98869
- 98873
- 98887
- 98893
- 98897
- 98899
- 98909
- 98911
- 98927
- 98929
- 98939
- 98947
- 98953
- 98963
- 98981
- 98993
- 98999
- 99013
- 99017
- 99023
- 99041
- 99053
- 99079
- 99083
- 99089
- 99103
- 99109
- 99119
- 99131
- 99133
- 99137
- 99139
- 99149
- 99173
- 99181
- 99191
- 99223
- 99233
- 99241
- 99251
- 99257
- 99259
- 99277
- 99289
- 99317
- 99347
- 99349
- 99367
- 99371
- 99377
- 99391
- 99397
- 99401
- 99409
- 99431
- 99439
- 99469
- 99487
- 99497
- 99523
- 99527
- 99529
- 99551
- 99559
- 99563
- 99571
- 99577
- 99581
- 99607
- 99611
- 99623
- 99643
- 99661
- 99667
- 99679
- 99689
- 99707
- 99709
- 99713
- 99719
- 99721
- 99733
- 99761
- 99767
- 99787
- 99793
- 99809
- 99817
- 99823
- 99829
- 99833
- 99839
- 99859
- 99871
- 99877
- 99881
- 99901
- 99907
- 99923
- 99929
- 99961
- 99971
- 99989
- 99991